# Liste der Baudenkmäler in St. Wendel
In der Liste der Baudenkmäler in St. Wendel sind alle Baudenkmäler der saarländischen Stadt St. Wendel und ihrer Ortsteile aufgelistet. Grundlage ist die Teildenkmalliste für den Landkreis St. Wendel vom 30. August 2013 und in der aktuellen Fassung vom 9. August 2017.

## Bliesen
| Lage                        | Bezeichnung                             | Beschreibung | Bild |
| --------------------------- | --------------------------------------- | --- | ---- |
| Auf dem Schänzchen 2/4 Lage | Schule, Anbau                           | Die alte Schule in Bliesen wurde 1886 erbaut und erhielt schon 1897 einen Anbau. Mit dem Neubau einer Schule in Bliesen endete 1955 der Schulbetrieb. Bis 1965 wurden einige Säle der alten Schule noch mitbenutzt, dann wurde das Gebäude in ein Wohnhaus umgewandelt. |      |
| Försterweg Lage             | Wegekreuz                               | Das Wegekreuz wurde 1747 errichtet. Es ist ein helles Sandsteinkruzifix auf einem hohen Sockel mit Wulst. |      |
| Kirchstraße 4 Lage          | Bauernhaus                              | Erbaut 1839 |      |
| Kirchstraße 4 (bei) Lage    | Barthenkreuz, Wegekreuz                 | Das Wegekreuz wurde 1708 errichtet und im 19. Jahrhundert ergänzt. Das Kruzifix selbst stammt aus neuerer Zeit, der Sockel ist aus dem 18. Jahrhundert. Der Sockel besteht aus einem dicken rechteckigen Fuß mit Inschrift des Stifters, es folgt eine sich verjüngende Säule mit Jahreszahl und Figurenschmuck. |      |
| Niederhofer Straße 12 Lage  | Bauernhaus                              | Erbaut 1761 |      |
| Remigiusstraße Lage         | Kath. Kirche St. Remigius, Turmunterbau | Schon 1220 stand in Bliesen eine erste Kirche, die mehrfach neu errichtet werden musste. Das heutige Gotteshaus wurde 1903/04 nach Entwürfen von Josef Kleesattel erbaut. Der Turmunterbau stammt aber noch aus der Zeit um 1200. Das Kirchengebäude aus Buntsandstein wurde im neuromanischen Stil erbaut. Das Langhaus ist in ein Mittelschiff und zwei niedrigere Seitenschiffe gegliedert. Daran schließt sich ein Querschiff an, sowie ein Chor mit einer halbrunden Apsis. Mittel- und Seitenschiffe sind durch mächtige Arkaden auf dicken Rundsäulen mit Würfelkapitellen getrennt. Der Westturm mit Eingangsportal wurde über quadratischem Grundriss errichtet und besitzt zur Gliederung Gurtgesimse. |      |
| Remigiusstraße Lage         | Wegekreuz                               | Errichtet 1774. Wegekreuz aus rotem Sandstein auf einem kleinen Altartisch. Den Fuß des Kruzifix bildet eine kaum noch erkennbare figürliche Darstellung, die von Pilastern und einer geschwungenen Verdachung gerahmt wird. |      |
| Remigiusstraße Lage         | Wegekreuz                               | Errichtet 1749. Einfaches Wegekreuz aus hellem Sandstein mit gerundetem Formen auf niedrigem Sockel. |      |
| Remigiusstraße              | Kriegerehrenmal                         | 1956 von Hanns Schönecker |      |

## Bubach
| Lage                 | Bezeichnung | Beschreibung | Bild |
| -------------------- | ----------- | --- | ---- |
| Heidenbösch (Gewann) | Grenzsteine | Im Ostertal gibt es aufgrund der ehemaligen vier Grenzen über 150 Grenzsteine. Hier verlief die Grenze des Königreicher Hofes (1762–1842) bestand, zwischen Pfalz-Zweibrücken und der Kurpfalz (bis 1779), zwischen Bayern und Preußen (1816–1920) und zwischen Deutschland und dem Saargebiet (1920–1935). Der älteste Grenzstein, der Jagenstein, stammt aus dem Jahr 1600. |      |

## Dörrenbach
| Lage                                                        | Bezeichnung     | Beschreibung | Bild |
| ----------------------------------------------------------- | --------------- | --- | ---- |
| Dorfstraße Lage                                             | Ev. Pfarrkirche | Ältester Teil der Kirche ist der als romanischer Wehrturm errichtete Kirchturm aus dem 13. Jahrhundert. Im 15. Jahrhundert wurde der Turm erhöht und erhielt ein Satteldach. Das spätgotische Kirchenschiff aus dem 14./15. Jahrhundert wurde 1718 verändert und hat seine Gestalt seither weitgehend bewahrt. Man betritt die Kirche über ein Giebelportal mit Spitzbogen-Einfassung. Der Turm nimmt im Erdgeschoss den Chor mit Kreuzrippengewölbe auf und ist durch einen Spitzbogen vom Langhaus mit vier Fensterachsen getrennt. Der Turm besitzt auf der verputzten Außenseite eine Eckquaderung und zusammengefasste Schallöffnungen. |      |
| Außerhalb der Ortslage (Einmündung B 420 / Dorfstraße) Lage | Kilometerstein  | Errichtet 1934 |      |

## Hoof
| Lage                        | Bezeichnung                                             | Beschreibung | Bild |
| --------------------------- | ------------------------------------------------------- | --- | ---- |
| Bruchwiesstraße 1 Lage      | Ev. Pfarrkirche                                         | Nachdem die alte Hoofer Kirche Anfang des 19. Jahrhunderts baufällig geworden war, wurde 1853 ein neues Gotteshaus erbaut. Die Saalkirche wurde im neoromanischen Stil errichtet. An den Westturm mit Eingangsportal schließt sich das Langhaus mit Kassettendecke und drei Fensterachsen an, das von einem schmalen Rechteckchor mit Tonnengewölbe abgeschlossen wird. In der Rückwand des Chores sitzt ein Okulus.                                                            |      |
| Leitersweilerstraße 1 Lage  | Alt-Perersch-Haus, bzw. Alt-Koch’sches-Haus, Bauernhaus | Das Bauernhaus wurde 1820 errichtet. |      |
| Leitersweilerstraße 3 Lage  | Bauernhof                                               | Erbaut im 18. Jahrhundert |      |
| Leitersweilerstraße 24 Lage | Kath. Pfarrkirche Christkönig                           | Die Christkönig-Kirche wurde 1934 im neoklassizistischen Stil erbaut. Der einfache, lang gestreckte Saalbau aus Buntsandstein erinnert im Inneren an eine Pseudobasilika, da die flache Decke im Zentrum höher ist als an den Längsseiten. Ein eingezogener Rechteckchor schließt sich an das Langhaus an. Zwischen Chor und Langhaus erhebt sich außen ein breiter Glockenturm. Über dem einfachen Rundbogenportal mit zierlosem Gewände liegt auf der Giebelseite ein Okulus. |      |

## Leitersweiler
| Lage                    | Bezeichnung        | Beschreibung | Bild |
| ----------------------- | ------------------ | --- | ---- |
| Betzelbacher Mühle Lage | Betzelbacher Mühle | Erbaut im 18. Jahrhundert |      |
| Oberdorfstraße Lage     | Ev. Pfarrkirche    | Die evangelische Kirche wurde 1850/51 auf den Ruinen einer Kapelle aus der Zeit des Dreißigjährigen Krieges erbaut. Die kleine Saalkirche mit Krüppelwalmdach wird über einen Eingang in einer der Längsseiten betreten. Eckpilaster aus Sandstein schmücken den Putzbau mit vier Fensterachsen und Okulus über dem Eingang. Auf der Westseite steht ein Turm auf quadratischem Grundriss mit Satteldach. |      |

## Marth
| Lage                  | Bezeichnung              | Beschreibung                                                                        | Bild |
| --------------------- | ------------------------ | ----------------------------------------------------------------------------------- | ---- |
| Hoofer Straße 11 Lage | Bauernhaus               | Errichtet im 1. Viertel des 19. Jahrhunderts                                        |      |
| Königreicherhof Lage  | Königreicherhof, Gutshof | Der Gutshof wurde in den Jahren 1762/63 von den Herzögen von Zweibrücken errichtet. |      |

## Niederkirchen
| Lage                        | Bezeichnung     | Beschreibung | Bild |
| --------------------------- | --------------- | --- | ---- |
| Paul-Gerhardt-Straße Lage   | Ev. Pfarrkirche | Älteste Teile der Kirche sind das aus dem 12./13. Jahrhundert stammende Untergeschoss des Turms und ein Raum mit Tonnengewölbe an der Nordseite, der heute als Taufkapelle dient. Im 16. Jahrhundert wurde der Turm mit einem niedrigen Obergeschoss mit Spitzhelm aufgestockt. Der südliche Teil des Langhauses stammen aus dem Jahr 1617 und besitzt kräftige Strebepfeiler und spätgotischen Fenster mit Maßwerk. Der Chorraum mit dreiseitigem Schluss schließt sich an das Langhaus an. Mittel- und Seitenschiffe sind von spätgotischen Netzgewölben überspannt. Während das Langhaus verputzt ist, blieb der Turm unverputzt. |      |
| Paul-Gerhardt-Straße 6 Lage | Ev. Pfarrhaus   | Das Pfarrhaus wurde um 1908 erbaut. |      |

## Niederlinxweiler
| Lage                            | Bezeichnung            | Beschreibung | Bild |
| ------------------------------- | ---------------------- | --- | ---- |
| Dr.-Martin-Luther-Straße 3 Lage | Ev. Pfarrkirche, Turm  | Die Kirche wurde 1775 nach Entwürfen von Johann Friedrich Stengel errichtet. In den Jahren 1830/31 wurde die Saalkirche um einen Turm nach einem Entwurf J. M. Fladt erweitert. Der Turm im klassizistischen Stil wurde leicht in das Kirchenschiff geschoben und auf quadratischem Grundriss errichtet. Während die unteren Geschosse eine Eckquaderung aufweisen, ist das oberste Geschoss von Eckpilastern gerahmt. Vier Dreiecksgiebel bilden das Dach. Ecklisenen gliedern die Querhauskirche, die von hohen Rechteckfenstern belichtet wird. |      |
| Kleiner Matzenberg 9 Lage       | Nassauisches Forsthaus | Das Forsthaus wurde 1756 bis 1766 für Fürst Wilhelm Heinrich erbaut. |      |

## Oberlinxweiler
| Lage                                               | Bezeichnung          | Beschreibung | Bild |
| -------------------------------------------------- | -------------------- | --- | --- |
| Niederlinxweilerstraße 1–9 (ungerade Nummern) Lage | Ensemble Alte Schule | Zum Ensemble der alten Schule gehören neben den beiden Schulgebäuden auch ein Lehrerwohnhaus, sowie zwei Bauernhöfe.                                                   | Zum Ensemble der alten Schule gehören neben den beiden Schulgebäuden auch ein Lehrerwohnhaus, sowie zwei Bauernhöfe. |
| Niederlinxweilerstraße 1–9 (ungerade Nummern) Lage | Ensemble Alte Schule | Niederlinxweilerstraße 1, Schule, 1. Hälfte 19. Jh. (Einzeldenkmal) | |
| Niederlinxweilerstraße 1–9 (ungerade Nummern) Lage | Ensemble Alte Schule | Niederlinxweilerstraße 3, Schule, um 1850 (Einzeldenkmal) | |
| Niederlinxweilerstraße 1–9 (ungerade Nummern) Lage | Ensemble Alte Schule | Niederlinxweilerstraße 5, Lehrerwohnhaus, um 1850 (Einzeldenkmal) | |
| Niederlinxweilerstraße 1–9 (ungerade Nummern) Lage | Ensemble Alte Schule | Niederlinxweilerstraße 7, Bauernhof, 1. Viertel 19. Jh. (Einzeldenkmal)                                                                                                | |
| Niederlinxweilerstraße 1–9 (ungerade Nummern) Lage | Ensemble Alte Schule | Niederlinxweilerstraße 9, Bauernhaus, 19. Jh. (Einzeldenkmal) | |
| Außerhalb der Ortslage Lage                        | Grenzstein           | Grenzstein Nr. 73 aus dem Jahre 1585 an der ehemaligen kurtrierisch-nassau-saarbrückischen Grenze in der Reitzenbacher Rotheck zwischen St. Wendel und Oberlinxweiler. | |
| Remmesweilerstraße 2 Lage                          | Bauernhaus           | 1801/1802 erbaut | |

## Osterbrücken
| Lage                 | Bezeichnung | Beschreibung                                  | Bild |
| -------------------- | ----------- | --------------------------------------------- | ---- |
| Brückenstraße 1 Lage | Bauernhaus  | Erbaut im ersten Viertel des 19. Jahrhunderts |      |
| Zu den Eichen 3 Lage | Bauernhaus  | Erbaut im 18. Jahrhundert, 1883 umgebaut.     |      |

## Remmesweiler
| Lage                                      | Bezeichnung              | Beschreibung | Bild |
| ----------------------------------------- | ------------------------ | --- | --- |
| Auf der Hell 3, 5, 8, 9 Im Obereck 8 Lage | Ensemble Auf der Hell    | Das Denkmalensemble besteht aus fünf südwestdeutschen Einhäusern. Der Kern des ältesten Gebäudes stammt aus dem 17. Jahrhundert, das letzte Haus wurde zu Beginn des 19. Jahrhunderts erbaut. | Das Denkmalensemble besteht aus fünf südwestdeutschen Einhäusern. Der Kern des ältesten Gebäudes stammt aus dem 17. Jahrhundert, das letzte Haus wurde zu Beginn des 19. Jahrhunderts erbaut. |
| Auf der Hell 3, 5, 8, 9 Im Obereck 8 Lage | Ensemble Auf der Hell    | Auf der Hell 3, Bauernhaus, 1. Viertel 19. Jh. (Ensemblebestandteil) | |
| Auf der Hell 3, 5, 8, 9 Im Obereck 8 Lage | Ensemble Auf der Hell    | Auf der Hell 5, Bauernhaus, 17./18. Jh. (Einzeldenkmal) | |
| Auf der Hell 3, 5, 8, 9 Im Obereck 8 Lage | Ensemble Auf der Hell    | Auf der Hell 6, Bauernhaus, 1830 (Einzeldenkmal) | |
| Auf der Hell 3, 5, 8, 9 Im Obereck 8 Lage | Ensemble Auf der Hell    | Auf der Hell 8, Bauernhaus, 18. Jh., Umbau 1839 (Einzeldenkmal) | |
| Auf der Hell 3, 5, 8, 9 Im Obereck 8 Lage | Ensemble Auf der Hell    | Im Obereck 8, Bauernhaus, 4. Viertel 18. Jh., Umbau 1839 (Einzeldenkmal) | |
| Dr.-Franz-Schmitt-Straße                  | Turm der ev. Pfarrkirche | 1818 erbaut | |

## St. Wendel

### Ensembles
| Lage | Bezeichnung | Beschreibung | Bild |
| --- | --- | --- | --- |
| Am Fruchtmarkt 1–19 Am Schloßplatz 2, 4, 10, 12 Bahnhofstraße 1–9, 2, 4 Balduinstraße 1–11, 2–22, 28–42 Beethovenstraße 1 Carl-Cetto-Straße 1, 2–6 Luisenstraße 1–17 Schloßstraße 1–7, 2–16 Wendalinusstraße 1, 2 Lage | Ensemble Am Fruchtmarkt, Am Schloßplatz Für Einzeldenkmale im Ensemble siehe: Am Fruchtmarkt 1 Am Fruchtmarkt 19 Am Schloßplatz 10 Bahnhofstraße 1/3 Balduinstraße (Basilika St. Wendalinus) Balduinstraße 2 Balduinstraße 3 Balduinstraße 4 Balduinstraße 6 Balduinstraße 14 Balduinstraße 30 Balduinstraße 32 Balduinstraße 34 Balduinstraße 38 Beethovenstraße 1 Carl-Cetto-Straße 2 Luisenstraße 1/3 Luisenstraße 7 Schloßstraße 2 Schloßstraße 5 Schloßstraße 7 Schloßstraße 8 Schloßstraße 12 Wendalinusstraße 2 | Das Denkmalensemble umfasst die historischen Gebäude der St. Wendeler Altstadt rund um die St.-Wendalinus-Basilika. Stattliche Bürgerhäuser aus dem 17. und 18. Jahrhundert bestimmen den Fruchtmarkt. Weitere Ensemblebestandteile: | Das Denkmalensemble umfasst die historischen Gebäude der St. Wendeler Altstadt rund um die St.-Wendalinus-Basilika. Stattliche Bürgerhäuser aus dem 17. und 18. Jahrhundert bestimmen den Fruchtmarkt. Weitere Ensemblebestandteile: |
| Am Fruchtmarkt 1–19 Am Schloßplatz 2, 4, 10, 12 Bahnhofstraße 1–9, 2, 4 Balduinstraße 1–11, 2–22, 28–42 Beethovenstraße 1 Carl-Cetto-Straße 1, 2–6 Luisenstraße 1–17 Schloßstraße 1–7, 2–16 Wendalinusstraße 1, 2 Lage | Ensemble Am Fruchtmarkt, Am Schloßplatz Für Einzeldenkmale im Ensemble siehe: Am Fruchtmarkt 1 Am Fruchtmarkt 19 Am Schloßplatz 10 Bahnhofstraße 1/3 Balduinstraße (Basilika St. Wendalinus) Balduinstraße 2 Balduinstraße 3 Balduinstraße 4 Balduinstraße 6 Balduinstraße 14 Balduinstraße 30 Balduinstraße 32 Balduinstraße 34 Balduinstraße 38 Beethovenstraße 1 Carl-Cetto-Straße 2 Luisenstraße 1/3 Luisenstraße 7 Schloßstraße 2 Schloßstraße 5 Schloßstraße 7 Schloßstraße 8 Schloßstraße 12 Wendalinusstraße 2 | Am Fruchtmarkt 3, Wohn- und Geschäftshaus: Der dreigeschossige Putzbau mit Sandsteingliederungen an der Fassade entstand im 18. Jahrhundert. Eine Gedenktafel erinnert daran, dass in diesem Haus der Komponist Philipp Jakob Riotte (1776–1856) geboren wurde. Eine Bronzestatue Riottes, gestaltet von Kurt Tassotti, steht seit 2016 vor dem Haus. | |
| Am Fruchtmarkt 1–19 Am Schloßplatz 2, 4, 10, 12 Bahnhofstraße 1–9, 2, 4 Balduinstraße 1–11, 2–22, 28–42 Beethovenstraße 1 Carl-Cetto-Straße 1, 2–6 Luisenstraße 1–17 Schloßstraße 1–7, 2–16 Wendalinusstraße 1, 2 Lage | Ensemble Am Fruchtmarkt, Am Schloßplatz Für Einzeldenkmale im Ensemble siehe: Am Fruchtmarkt 1 Am Fruchtmarkt 19 Am Schloßplatz 10 Bahnhofstraße 1/3 Balduinstraße (Basilika St. Wendalinus) Balduinstraße 2 Balduinstraße 3 Balduinstraße 4 Balduinstraße 6 Balduinstraße 14 Balduinstraße 30 Balduinstraße 32 Balduinstraße 34 Balduinstraße 38 Beethovenstraße 1 Carl-Cetto-Straße 2 Luisenstraße 1/3 Luisenstraße 7 Schloßstraße 2 Schloßstraße 5 Schloßstraße 7 Schloßstraße 8 Schloßstraße 12 Wendalinusstraße 2 | Am Fruchtmarkt 5, Wohn- und Geschäftshaus mit Treppenturm: Das Gebäude bildet mit den nebenstehenden Häusern Am Fruchtmarkt 7 und 9 das Gebäudeensemble eines Hotels. Das giebelständige Gebäude mit Krüppelwalmdach besitzt fünf Fensterachsen mit flachen Segmentbögen in zwei Geschossen und eine im Giebelbereich. Der Eingang liegt in der mittleren Achse und wird von Pilastern gerahmt. Diese setzen sich über den Sturz bis zu einem Geschossgesims fort, über dem dann ein Dreiecksgiebel sitzt. An der äußeren Gebäudeecke sitzt eine Eckquaderung. Auf dem Dach sitzt ein rechteckiges schmiedeeisernes Schild mit „Wilh. Angel“. | |
| Am Fruchtmarkt 1–19 Am Schloßplatz 2, 4, 10, 12 Bahnhofstraße 1–9, 2, 4 Balduinstraße 1–11, 2–22, 28–42 Beethovenstraße 1 Carl-Cetto-Straße 1, 2–6 Luisenstraße 1–17 Schloßstraße 1–7, 2–16 Wendalinusstraße 1, 2 Lage | Ensemble Am Fruchtmarkt, Am Schloßplatz Für Einzeldenkmale im Ensemble siehe: Am Fruchtmarkt 1 Am Fruchtmarkt 19 Am Schloßplatz 10 Bahnhofstraße 1/3 Balduinstraße (Basilika St. Wendalinus) Balduinstraße 2 Balduinstraße 3 Balduinstraße 4 Balduinstraße 6 Balduinstraße 14 Balduinstraße 30 Balduinstraße 32 Balduinstraße 34 Balduinstraße 38 Beethovenstraße 1 Carl-Cetto-Straße 2 Luisenstraße 1/3 Luisenstraße 7 Schloßstraße 2 Schloßstraße 5 Schloßstraße 7 Schloßstraße 8 Schloßstraße 12 Wendalinusstraße 2 | Am Fruchtmarkt 7, Wohn- und Geschäftshaus: Das giebelständige Gebäude mit Krüppelwalmdach besitzt vier Fensterachsen mit geradem Sturz. Es wurde um 1755 erbaut. Im Giebelbereich sind vier kleine Fenster gekuppelt. Giebel- und Geschossgesimse gliedern das Gebäude. | |
| Am Fruchtmarkt 1–19 Am Schloßplatz 2, 4, 10, 12 Bahnhofstraße 1–9, 2, 4 Balduinstraße 1–11, 2–22, 28–42 Beethovenstraße 1 Carl-Cetto-Straße 1, 2–6 Luisenstraße 1–17 Schloßstraße 1–7, 2–16 Wendalinusstraße 1, 2 Lage | Ensemble Am Fruchtmarkt, Am Schloßplatz Für Einzeldenkmale im Ensemble siehe: Am Fruchtmarkt 1 Am Fruchtmarkt 19 Am Schloßplatz 10 Bahnhofstraße 1/3 Balduinstraße (Basilika St. Wendalinus) Balduinstraße 2 Balduinstraße 3 Balduinstraße 4 Balduinstraße 6 Balduinstraße 14 Balduinstraße 30 Balduinstraße 32 Balduinstraße 34 Balduinstraße 38 Beethovenstraße 1 Carl-Cetto-Straße 2 Luisenstraße 1/3 Luisenstraße 7 Schloßstraße 2 Schloßstraße 5 Schloßstraße 7 Schloßstraße 8 Schloßstraße 12 Wendalinusstraße 2 | Am Fruchtmarkt 11, Wohn- und Geschäftshaus: Der giebelständige zweigeschossige Putzbau mit Krüppelwalmdach wurde im 18. Jahrhundert errichtet. Im Erdgeschoss wurde inzwischen eine moderne Ladenfassade installiert. Im Obergeschoss sitzen sechs Fensterachsen mit Ohrfaschen, von denen die beiden mittleren zu einem Zwillingsfenster zusammengefasst wurden. Im Giebelbereich sind sechs kleinere Fenster eng gekuppelt. | |
| Am Fruchtmarkt 1–19 Am Schloßplatz 2, 4, 10, 12 Bahnhofstraße 1–9, 2, 4 Balduinstraße 1–11, 2–22, 28–42 Beethovenstraße 1 Carl-Cetto-Straße 1, 2–6 Luisenstraße 1–17 Schloßstraße 1–7, 2–16 Wendalinusstraße 1, 2 Lage | Ensemble Am Fruchtmarkt, Am Schloßplatz Für Einzeldenkmale im Ensemble siehe: Am Fruchtmarkt 1 Am Fruchtmarkt 19 Am Schloßplatz 10 Bahnhofstraße 1/3 Balduinstraße (Basilika St. Wendalinus) Balduinstraße 2 Balduinstraße 3 Balduinstraße 4 Balduinstraße 6 Balduinstraße 14 Balduinstraße 30 Balduinstraße 32 Balduinstraße 34 Balduinstraße 38 Beethovenstraße 1 Carl-Cetto-Straße 2 Luisenstraße 1/3 Luisenstraße 7 Schloßstraße 2 Schloßstraße 5 Schloßstraße 7 Schloßstraße 8 Schloßstraße 12 Wendalinusstraße 2 | Am Fruchtmarkt 15, Kath. Pfarr- und Jugendheim, 1950er | |
| Am Fruchtmarkt 1–19 Am Schloßplatz 2, 4, 10, 12 Bahnhofstraße 1–9, 2, 4 Balduinstraße 1–11, 2–22, 28–42 Beethovenstraße 1 Carl-Cetto-Straße 1, 2–6 Luisenstraße 1–17 Schloßstraße 1–7, 2–16 Wendalinusstraße 1, 2 Lage | Ensemble Am Fruchtmarkt, Am Schloßplatz Für Einzeldenkmale im Ensemble siehe: Am Fruchtmarkt 1 Am Fruchtmarkt 19 Am Schloßplatz 10 Bahnhofstraße 1/3 Balduinstraße (Basilika St. Wendalinus) Balduinstraße 2 Balduinstraße 3 Balduinstraße 4 Balduinstraße 6 Balduinstraße 14 Balduinstraße 30 Balduinstraße 32 Balduinstraße 34 Balduinstraße 38 Beethovenstraße 1 Carl-Cetto-Straße 2 Luisenstraße 1/3 Luisenstraße 7 Schloßstraße 2 Schloßstraße 5 Schloßstraße 7 Schloßstraße 8 Schloßstraße 12 Wendalinusstraße 2 | Am Schloßplatz 2, Wohn- und Geschäftshaus | |
| Am Fruchtmarkt 1–19 Am Schloßplatz 2, 4, 10, 12 Bahnhofstraße 1–9, 2, 4 Balduinstraße 1–11, 2–22, 28–42 Beethovenstraße 1 Carl-Cetto-Straße 1, 2–6 Luisenstraße 1–17 Schloßstraße 1–7, 2–16 Wendalinusstraße 1, 2 Lage | Ensemble Am Fruchtmarkt, Am Schloßplatz Für Einzeldenkmale im Ensemble siehe: Am Fruchtmarkt 1 Am Fruchtmarkt 19 Am Schloßplatz 10 Bahnhofstraße 1/3 Balduinstraße (Basilika St. Wendalinus) Balduinstraße 2 Balduinstraße 3 Balduinstraße 4 Balduinstraße 6 Balduinstraße 14 Balduinstraße 30 Balduinstraße 32 Balduinstraße 34 Balduinstraße 38 Beethovenstraße 1 Carl-Cetto-Straße 2 Luisenstraße 1/3 Luisenstraße 7 Schloßstraße 2 Schloßstraße 5 Schloßstraße 7 Schloßstraße 8 Schloßstraße 12 Wendalinusstraße 2 | Am Schloßplatz 4, Wohn- und Geschäftshaus, 18. Jh. | |
| Am Fruchtmarkt 1–19 Am Schloßplatz 2, 4, 10, 12 Bahnhofstraße 1–9, 2, 4 Balduinstraße 1–11, 2–22, 28–42 Beethovenstraße 1 Carl-Cetto-Straße 1, 2–6 Luisenstraße 1–17 Schloßstraße 1–7, 2–16 Wendalinusstraße 1, 2 Lage | Ensemble Am Fruchtmarkt, Am Schloßplatz Für Einzeldenkmale im Ensemble siehe: Am Fruchtmarkt 1 Am Fruchtmarkt 19 Am Schloßplatz 10 Bahnhofstraße 1/3 Balduinstraße (Basilika St. Wendalinus) Balduinstraße 2 Balduinstraße 3 Balduinstraße 4 Balduinstraße 6 Balduinstraße 14 Balduinstraße 30 Balduinstraße 32 Balduinstraße 34 Balduinstraße 38 Beethovenstraße 1 Carl-Cetto-Straße 2 Luisenstraße 1/3 Luisenstraße 7 Schloßstraße 2 Schloßstraße 5 Schloßstraße 7 Schloßstraße 8 Schloßstraße 12 Wendalinusstraße 2 | Am Schloßplatz 12, Wohn- und Geschäftshaus, 19. Jh. | |
| Am Fruchtmarkt 1–19 Am Schloßplatz 2, 4, 10, 12 Bahnhofstraße 1–9, 2, 4 Balduinstraße 1–11, 2–22, 28–42 Beethovenstraße 1 Carl-Cetto-Straße 1, 2–6 Luisenstraße 1–17 Schloßstraße 1–7, 2–16 Wendalinusstraße 1, 2 Lage | Ensemble Am Fruchtmarkt, Am Schloßplatz Für Einzeldenkmale im Ensemble siehe: Am Fruchtmarkt 1 Am Fruchtmarkt 19 Am Schloßplatz 10 Bahnhofstraße 1/3 Balduinstraße (Basilika St. Wendalinus) Balduinstraße 2 Balduinstraße 3 Balduinstraße 4 Balduinstraße 6 Balduinstraße 14 Balduinstraße 30 Balduinstraße 32 Balduinstraße 34 Balduinstraße 38 Beethovenstraße 1 Carl-Cetto-Straße 2 Luisenstraße 1/3 Luisenstraße 7 Schloßstraße 2 Schloßstraße 5 Schloßstraße 7 Schloßstraße 8 Schloßstraße 12 Wendalinusstraße 2 | Bahnhofstraße 2, Wohn- und Geschäftshaus, 2. Hälfte 19. Jh. | |
| Am Fruchtmarkt 1–19 Am Schloßplatz 2, 4, 10, 12 Bahnhofstraße 1–9, 2, 4 Balduinstraße 1–11, 2–22, 28–42 Beethovenstraße 1 Carl-Cetto-Straße 1, 2–6 Luisenstraße 1–17 Schloßstraße 1–7, 2–16 Wendalinusstraße 1, 2 Lage | Ensemble Am Fruchtmarkt, Am Schloßplatz Für Einzeldenkmale im Ensemble siehe: Am Fruchtmarkt 1 Am Fruchtmarkt 19 Am Schloßplatz 10 Bahnhofstraße 1/3 Balduinstraße (Basilika St. Wendalinus) Balduinstraße 2 Balduinstraße 3 Balduinstraße 4 Balduinstraße 6 Balduinstraße 14 Balduinstraße 30 Balduinstraße 32 Balduinstraße 34 Balduinstraße 38 Beethovenstraße 1 Carl-Cetto-Straße 2 Luisenstraße 1/3 Luisenstraße 7 Schloßstraße 2 Schloßstraße 5 Schloßstraße 7 Schloßstraße 8 Schloßstraße 12 Wendalinusstraße 2 | Bahnhofstraße 4, Wohn- und Geschäftshaus, um 1850 | |
| Am Fruchtmarkt 1–19 Am Schloßplatz 2, 4, 10, 12 Bahnhofstraße 1–9, 2, 4 Balduinstraße 1–11, 2–22, 28–42 Beethovenstraße 1 Carl-Cetto-Straße 1, 2–6 Luisenstraße 1–17 Schloßstraße 1–7, 2–16 Wendalinusstraße 1, 2 Lage | Ensemble Am Fruchtmarkt, Am Schloßplatz Für Einzeldenkmale im Ensemble siehe: Am Fruchtmarkt 1 Am Fruchtmarkt 19 Am Schloßplatz 10 Bahnhofstraße 1/3 Balduinstraße (Basilika St. Wendalinus) Balduinstraße 2 Balduinstraße 3 Balduinstraße 4 Balduinstraße 6 Balduinstraße 14 Balduinstraße 30 Balduinstraße 32 Balduinstraße 34 Balduinstraße 38 Beethovenstraße 1 Carl-Cetto-Straße 2 Luisenstraße 1/3 Luisenstraße 7 Schloßstraße 2 Schloßstraße 5 Schloßstraße 7 Schloßstraße 8 Schloßstraße 12 Wendalinusstraße 2 | Bahnhofstraße 5/7, Wohn- und Geschäftshaus, 1925 | |
| Am Fruchtmarkt 1–19 Am Schloßplatz 2, 4, 10, 12 Bahnhofstraße 1–9, 2, 4 Balduinstraße 1–11, 2–22, 28–42 Beethovenstraße 1 Carl-Cetto-Straße 1, 2–6 Luisenstraße 1–17 Schloßstraße 1–7, 2–16 Wendalinusstraße 1, 2 Lage | Ensemble Am Fruchtmarkt, Am Schloßplatz Für Einzeldenkmale im Ensemble siehe: Am Fruchtmarkt 1 Am Fruchtmarkt 19 Am Schloßplatz 10 Bahnhofstraße 1/3 Balduinstraße (Basilika St. Wendalinus) Balduinstraße 2 Balduinstraße 3 Balduinstraße 4 Balduinstraße 6 Balduinstraße 14 Balduinstraße 30 Balduinstraße 32 Balduinstraße 34 Balduinstraße 38 Beethovenstraße 1 Carl-Cetto-Straße 2 Luisenstraße 1/3 Luisenstraße 7 Schloßstraße 2 Schloßstraße 5 Schloßstraße 7 Schloßstraße 8 Schloßstraße 12 Wendalinusstraße 2 | Bahnhofstraße 9, Wohn- und Geschäftshaus, 2. Hälfte 19. Jh. | |
| Am Fruchtmarkt 1–19 Am Schloßplatz 2, 4, 10, 12 Bahnhofstraße 1–9, 2, 4 Balduinstraße 1–11, 2–22, 28–42 Beethovenstraße 1 Carl-Cetto-Straße 1, 2–6 Luisenstraße 1–17 Schloßstraße 1–7, 2–16 Wendalinusstraße 1, 2 Lage | Ensemble Am Fruchtmarkt, Am Schloßplatz Für Einzeldenkmale im Ensemble siehe: Am Fruchtmarkt 1 Am Fruchtmarkt 19 Am Schloßplatz 10 Bahnhofstraße 1/3 Balduinstraße (Basilika St. Wendalinus) Balduinstraße 2 Balduinstraße 3 Balduinstraße 4 Balduinstraße 6 Balduinstraße 14 Balduinstraße 30 Balduinstraße 32 Balduinstraße 34 Balduinstraße 38 Beethovenstraße 1 Carl-Cetto-Straße 2 Luisenstraße 1/3 Luisenstraße 7 Schloßstraße 2 Schloßstraße 5 Schloßstraße 7 Schloßstraße 8 Schloßstraße 12 Wendalinusstraße 2 | Balduinstraße 1, Wohn- und Geschäftshaus | |
| Am Fruchtmarkt 1–19 Am Schloßplatz 2, 4, 10, 12 Bahnhofstraße 1–9, 2, 4 Balduinstraße 1–11, 2–22, 28–42 Beethovenstraße 1 Carl-Cetto-Straße 1, 2–6 Luisenstraße 1–17 Schloßstraße 1–7, 2–16 Wendalinusstraße 1, 2 Lage | Ensemble Am Fruchtmarkt, Am Schloßplatz Für Einzeldenkmale im Ensemble siehe: Am Fruchtmarkt 1 Am Fruchtmarkt 19 Am Schloßplatz 10 Bahnhofstraße 1/3 Balduinstraße (Basilika St. Wendalinus) Balduinstraße 2 Balduinstraße 3 Balduinstraße 4 Balduinstraße 6 Balduinstraße 14 Balduinstraße 30 Balduinstraße 32 Balduinstraße 34 Balduinstraße 38 Beethovenstraße 1 Carl-Cetto-Straße 2 Luisenstraße 1/3 Luisenstraße 7 Schloßstraße 2 Schloßstraße 5 Schloßstraße 7 Schloßstraße 8 Schloßstraße 12 Wendalinusstraße 2 | Balduinstraße 7, Wohn- und Geschäftshaus, 18. Jh. | |
| Am Fruchtmarkt 1–19 Am Schloßplatz 2, 4, 10, 12 Bahnhofstraße 1–9, 2, 4 Balduinstraße 1–11, 2–22, 28–42 Beethovenstraße 1 Carl-Cetto-Straße 1, 2–6 Luisenstraße 1–17 Schloßstraße 1–7, 2–16 Wendalinusstraße 1, 2 Lage | Ensemble Am Fruchtmarkt, Am Schloßplatz Für Einzeldenkmale im Ensemble siehe: Am Fruchtmarkt 1 Am Fruchtmarkt 19 Am Schloßplatz 10 Bahnhofstraße 1/3 Balduinstraße (Basilika St. Wendalinus) Balduinstraße 2 Balduinstraße 3 Balduinstraße 4 Balduinstraße 6 Balduinstraße 14 Balduinstraße 30 Balduinstraße 32 Balduinstraße 34 Balduinstraße 38 Beethovenstraße 1 Carl-Cetto-Straße 2 Luisenstraße 1/3 Luisenstraße 7 Schloßstraße 2 Schloßstraße 5 Schloßstraße 7 Schloßstraße 8 Schloßstraße 12 Wendalinusstraße 2 | Balduinstraße 8, Wohn- und Geschäftshaus, 18. Jh. | |
| Am Fruchtmarkt 1–19 Am Schloßplatz 2, 4, 10, 12 Bahnhofstraße 1–9, 2, 4 Balduinstraße 1–11, 2–22, 28–42 Beethovenstraße 1 Carl-Cetto-Straße 1, 2–6 Luisenstraße 1–17 Schloßstraße 1–7, 2–16 Wendalinusstraße 1, 2 Lage | Ensemble Am Fruchtmarkt, Am Schloßplatz Für Einzeldenkmale im Ensemble siehe: Am Fruchtmarkt 1 Am Fruchtmarkt 19 Am Schloßplatz 10 Bahnhofstraße 1/3 Balduinstraße (Basilika St. Wendalinus) Balduinstraße 2 Balduinstraße 3 Balduinstraße 4 Balduinstraße 6 Balduinstraße 14 Balduinstraße 30 Balduinstraße 32 Balduinstraße 34 Balduinstraße 38 Beethovenstraße 1 Carl-Cetto-Straße 2 Luisenstraße 1/3 Luisenstraße 7 Schloßstraße 2 Schloßstraße 5 Schloßstraße 7 Schloßstraße 8 Schloßstraße 12 Wendalinusstraße 2 | Balduinstraße 9, Wohn- und Geschäftshaus: Dreigeschossiger, traufständiger Putzbau aus dem 18. Jahrhundert. Im Erdgeschoss Ladengeschäft, darüber Wohnungen. Zwei Geschossgesimse und Lisenen gliedern das Gebäude. Sandsteinlaibungen mit Ohrfaschen rahmen die Fenster der fünf Achsen. | |
| Am Fruchtmarkt 1–19 Am Schloßplatz 2, 4, 10, 12 Bahnhofstraße 1–9, 2, 4 Balduinstraße 1–11, 2–22, 28–42 Beethovenstraße 1 Carl-Cetto-Straße 1, 2–6 Luisenstraße 1–17 Schloßstraße 1–7, 2–16 Wendalinusstraße 1, 2 Lage | Ensemble Am Fruchtmarkt, Am Schloßplatz Für Einzeldenkmale im Ensemble siehe: Am Fruchtmarkt 1 Am Fruchtmarkt 19 Am Schloßplatz 10 Bahnhofstraße 1/3 Balduinstraße (Basilika St. Wendalinus) Balduinstraße 2 Balduinstraße 3 Balduinstraße 4 Balduinstraße 6 Balduinstraße 14 Balduinstraße 30 Balduinstraße 32 Balduinstraße 34 Balduinstraße 38 Beethovenstraße 1 Carl-Cetto-Straße 2 Luisenstraße 1/3 Luisenstraße 7 Schloßstraße 2 Schloßstraße 5 Schloßstraße 7 Schloßstraße 8 Schloßstraße 12 Wendalinusstraße 2 | Balduinstraße 10, Wohn- und Geschäftshaus, 18. Jh. | |
| Am Fruchtmarkt 1–19 Am Schloßplatz 2, 4, 10, 12 Bahnhofstraße 1–9, 2, 4 Balduinstraße 1–11, 2–22, 28–42 Beethovenstraße 1 Carl-Cetto-Straße 1, 2–6 Luisenstraße 1–17 Schloßstraße 1–7, 2–16 Wendalinusstraße 1, 2 Lage | Ensemble Am Fruchtmarkt, Am Schloßplatz Für Einzeldenkmale im Ensemble siehe: Am Fruchtmarkt 1 Am Fruchtmarkt 19 Am Schloßplatz 10 Bahnhofstraße 1/3 Balduinstraße (Basilika St. Wendalinus) Balduinstraße 2 Balduinstraße 3 Balduinstraße 4 Balduinstraße 6 Balduinstraße 14 Balduinstraße 30 Balduinstraße 32 Balduinstraße 34 Balduinstraße 38 Beethovenstraße 1 Carl-Cetto-Straße 2 Luisenstraße 1/3 Luisenstraße 7 Schloßstraße 2 Schloßstraße 5 Schloßstraße 7 Schloßstraße 8 Schloßstraße 12 Wendalinusstraße 2 | Balduinstraße 11, Wohn- und Geschäftshaus | |
| Am Fruchtmarkt 1–19 Am Schloßplatz 2, 4, 10, 12 Bahnhofstraße 1–9, 2, 4 Balduinstraße 1–11, 2–22, 28–42 Beethovenstraße 1 Carl-Cetto-Straße 1, 2–6 Luisenstraße 1–17 Schloßstraße 1–7, 2–16 Wendalinusstraße 1, 2 Lage | Ensemble Am Fruchtmarkt, Am Schloßplatz Für Einzeldenkmale im Ensemble siehe: Am Fruchtmarkt 1 Am Fruchtmarkt 19 Am Schloßplatz 10 Bahnhofstraße 1/3 Balduinstraße (Basilika St. Wendalinus) Balduinstraße 2 Balduinstraße 3 Balduinstraße 4 Balduinstraße 6 Balduinstraße 14 Balduinstraße 30 Balduinstraße 32 Balduinstraße 34 Balduinstraße 38 Beethovenstraße 1 Carl-Cetto-Straße 2 Luisenstraße 1/3 Luisenstraße 7 Schloßstraße 2 Schloßstraße 5 Schloßstraße 7 Schloßstraße 8 Schloßstraße 12 Wendalinusstraße 2 | Balduinstraße 12, Wohn- und Geschäftshaus, 18. Jh. | |
| Am Fruchtmarkt 1–19 Am Schloßplatz 2, 4, 10, 12 Bahnhofstraße 1–9, 2, 4 Balduinstraße 1–11, 2–22, 28–42 Beethovenstraße 1 Carl-Cetto-Straße 1, 2–6 Luisenstraße 1–17 Schloßstraße 1–7, 2–16 Wendalinusstraße 1, 2 Lage | Ensemble Am Fruchtmarkt, Am Schloßplatz Für Einzeldenkmale im Ensemble siehe: Am Fruchtmarkt 1 Am Fruchtmarkt 19 Am Schloßplatz 10 Bahnhofstraße 1/3 Balduinstraße (Basilika St. Wendalinus) Balduinstraße 2 Balduinstraße 3 Balduinstraße 4 Balduinstraße 6 Balduinstraße 14 Balduinstraße 30 Balduinstraße 32 Balduinstraße 34 Balduinstraße 38 Beethovenstraße 1 Carl-Cetto-Straße 2 Luisenstraße 1/3 Luisenstraße 7 Schloßstraße 2 Schloßstraße 5 Schloßstraße 7 Schloßstraße 8 Schloßstraße 12 Wendalinusstraße 2 | Balduinstraße 16, Wohn- und Geschäftshaus, 18. Jh. | |
| Am Fruchtmarkt 1–19 Am Schloßplatz 2, 4, 10, 12 Bahnhofstraße 1–9, 2, 4 Balduinstraße 1–11, 2–22, 28–42 Beethovenstraße 1 Carl-Cetto-Straße 1, 2–6 Luisenstraße 1–17 Schloßstraße 1–7, 2–16 Wendalinusstraße 1, 2 Lage | Ensemble Am Fruchtmarkt, Am Schloßplatz Für Einzeldenkmale im Ensemble siehe: Am Fruchtmarkt 1 Am Fruchtmarkt 19 Am Schloßplatz 10 Bahnhofstraße 1/3 Balduinstraße (Basilika St. Wendalinus) Balduinstraße 2 Balduinstraße 3 Balduinstraße 4 Balduinstraße 6 Balduinstraße 14 Balduinstraße 30 Balduinstraße 32 Balduinstraße 34 Balduinstraße 38 Beethovenstraße 1 Carl-Cetto-Straße 2 Luisenstraße 1/3 Luisenstraße 7 Schloßstraße 2 Schloßstraße 5 Schloßstraße 7 Schloßstraße 8 Schloßstraße 12 Wendalinusstraße 2 | Balduinstraße 18, Wohn- und Geschäftshaus, 18. Jh. | |
| Am Fruchtmarkt 1–19 Am Schloßplatz 2, 4, 10, 12 Bahnhofstraße 1–9, 2, 4 Balduinstraße 1–11, 2–22, 28–42 Beethovenstraße 1 Carl-Cetto-Straße 1, 2–6 Luisenstraße 1–17 Schloßstraße 1–7, 2–16 Wendalinusstraße 1, 2 Lage | Ensemble Am Fruchtmarkt, Am Schloßplatz Für Einzeldenkmale im Ensemble siehe: Am Fruchtmarkt 1 Am Fruchtmarkt 19 Am Schloßplatz 10 Bahnhofstraße 1/3 Balduinstraße (Basilika St. Wendalinus) Balduinstraße 2 Balduinstraße 3 Balduinstraße 4 Balduinstraße 6 Balduinstraße 14 Balduinstraße 30 Balduinstraße 32 Balduinstraße 34 Balduinstraße 38 Beethovenstraße 1 Carl-Cetto-Straße 2 Luisenstraße 1/3 Luisenstraße 7 Schloßstraße 2 Schloßstraße 5 Schloßstraße 7 Schloßstraße 8 Schloßstraße 12 Wendalinusstraße 2 | Balduinstraße 20, Wohn- und Geschäftshaus, 18. Jh. | |
| Am Fruchtmarkt 1–19 Am Schloßplatz 2, 4, 10, 12 Bahnhofstraße 1–9, 2, 4 Balduinstraße 1–11, 2–22, 28–42 Beethovenstraße 1 Carl-Cetto-Straße 1, 2–6 Luisenstraße 1–17 Schloßstraße 1–7, 2–16 Wendalinusstraße 1, 2 Lage | Ensemble Am Fruchtmarkt, Am Schloßplatz Für Einzeldenkmale im Ensemble siehe: Am Fruchtmarkt 1 Am Fruchtmarkt 19 Am Schloßplatz 10 Bahnhofstraße 1/3 Balduinstraße (Basilika St. Wendalinus) Balduinstraße 2 Balduinstraße 3 Balduinstraße 4 Balduinstraße 6 Balduinstraße 14 Balduinstraße 30 Balduinstraße 32 Balduinstraße 34 Balduinstraße 38 Beethovenstraße 1 Carl-Cetto-Straße 2 Luisenstraße 1/3 Luisenstraße 7 Schloßstraße 2 Schloßstraße 5 Schloßstraße 7 Schloßstraße 8 Schloßstraße 12 Wendalinusstraße 2 | Balduinstraße 22, Wohnhaus, 18. Jh. | |
| Am Fruchtmarkt 1–19 Am Schloßplatz 2, 4, 10, 12 Bahnhofstraße 1–9, 2, 4 Balduinstraße 1–11, 2–22, 28–42 Beethovenstraße 1 Carl-Cetto-Straße 1, 2–6 Luisenstraße 1–17 Schloßstraße 1–7, 2–16 Wendalinusstraße 1, 2 Lage | Ensemble Am Fruchtmarkt, Am Schloßplatz Für Einzeldenkmale im Ensemble siehe: Am Fruchtmarkt 1 Am Fruchtmarkt 19 Am Schloßplatz 10 Bahnhofstraße 1/3 Balduinstraße (Basilika St. Wendalinus) Balduinstraße 2 Balduinstraße 3 Balduinstraße 4 Balduinstraße 6 Balduinstraße 14 Balduinstraße 30 Balduinstraße 32 Balduinstraße 34 Balduinstraße 38 Beethovenstraße 1 Carl-Cetto-Straße 2 Luisenstraße 1/3 Luisenstraße 7 Schloßstraße 2 Schloßstraße 5 Schloßstraße 7 Schloßstraße 8 Schloßstraße 12 Wendalinusstraße 2 | Balduinstraße 28 (in Seitengasse an Nr. 30 anschließend), Wohnhaus, 19. Jh. | |
| Am Fruchtmarkt 1–19 Am Schloßplatz 2, 4, 10, 12 Bahnhofstraße 1–9, 2, 4 Balduinstraße 1–11, 2–22, 28–42 Beethovenstraße 1 Carl-Cetto-Straße 1, 2–6 Luisenstraße 1–17 Schloßstraße 1–7, 2–16 Wendalinusstraße 1, 2 Lage | Ensemble Am Fruchtmarkt, Am Schloßplatz Für Einzeldenkmale im Ensemble siehe: Am Fruchtmarkt 1 Am Fruchtmarkt 19 Am Schloßplatz 10 Bahnhofstraße 1/3 Balduinstraße (Basilika St. Wendalinus) Balduinstraße 2 Balduinstraße 3 Balduinstraße 4 Balduinstraße 6 Balduinstraße 14 Balduinstraße 30 Balduinstraße 32 Balduinstraße 34 Balduinstraße 38 Beethovenstraße 1 Carl-Cetto-Straße 2 Luisenstraße 1/3 Luisenstraße 7 Schloßstraße 2 Schloßstraße 5 Schloßstraße 7 Schloßstraße 8 Schloßstraße 12 Wendalinusstraße 2 | Balduinstraße 36, Wohn- und Geschäftshaus, 19. Jh. | |
| Am Fruchtmarkt 1–19 Am Schloßplatz 2, 4, 10, 12 Bahnhofstraße 1–9, 2, 4 Balduinstraße 1–11, 2–22, 28–42 Beethovenstraße 1 Carl-Cetto-Straße 1, 2–6 Luisenstraße 1–17 Schloßstraße 1–7, 2–16 Wendalinusstraße 1, 2 Lage | Ensemble Am Fruchtmarkt, Am Schloßplatz Für Einzeldenkmale im Ensemble siehe: Am Fruchtmarkt 1 Am Fruchtmarkt 19 Am Schloßplatz 10 Bahnhofstraße 1/3 Balduinstraße (Basilika St. Wendalinus) Balduinstraße 2 Balduinstraße 3 Balduinstraße 4 Balduinstraße 6 Balduinstraße 14 Balduinstraße 30 Balduinstraße 32 Balduinstraße 34 Balduinstraße 38 Beethovenstraße 1 Carl-Cetto-Straße 2 Luisenstraße 1/3 Luisenstraße 7 Schloßstraße 2 Schloßstraße 5 Schloßstraße 7 Schloßstraße 8 Schloßstraße 12 Wendalinusstraße 2 | Balduinstraße 40, Gaststätte, 17. Jh., Umbau um 1900: Das Gebäude wurde bereits im 17. Jahrhundert erbaut und beherbergt seit 1620 das Gasthaus „Zum Ochsen“. Das zweigeschossige Gebäude ist im Erdgeschoss unverputzt und in Sandstein ausgeführt. Ein größerer und ein kleinerer Rundbogen bilden die Schaufenster, in der Mitte liegt die Eingangstür mit Rundbogen. Ein Geschossgesims schließt das Erdgeschoss ab. Das Obergeschoss ist verputzt. Die drei Fensterachsen, die zwei äußeren mit Zwillingsfenstern, sind mit einem Sohlbankgesims mit Konsolen verbunden. Ein Dreiecksgiebel mit abgeflachter Spitze und Giebelgesims thront über der Mitte der leicht asymmetrischen Straßenfassade. | |
| Am Fruchtmarkt 1–19 Am Schloßplatz 2, 4, 10, 12 Bahnhofstraße 1–9, 2, 4 Balduinstraße 1–11, 2–22, 28–42 Beethovenstraße 1 Carl-Cetto-Straße 1, 2–6 Luisenstraße 1–17 Schloßstraße 1–7, 2–16 Wendalinusstraße 1, 2 Lage | Ensemble Am Fruchtmarkt, Am Schloßplatz Für Einzeldenkmale im Ensemble siehe: Am Fruchtmarkt 1 Am Fruchtmarkt 19 Am Schloßplatz 10 Bahnhofstraße 1/3 Balduinstraße (Basilika St. Wendalinus) Balduinstraße 2 Balduinstraße 3 Balduinstraße 4 Balduinstraße 6 Balduinstraße 14 Balduinstraße 30 Balduinstraße 32 Balduinstraße 34 Balduinstraße 38 Beethovenstraße 1 Carl-Cetto-Straße 2 Luisenstraße 1/3 Luisenstraße 7 Schloßstraße 2 Schloßstraße 5 Schloßstraße 7 Schloßstraße 8 Schloßstraße 12 Wendalinusstraße 2 | Balduinstraße 42, Wohn- und Geschäftshaus: Der schmale, giebelständige Putzbau mit zwei Geschossen wurde im 19. Jahrhundert erbaut. Im Erdgeschoss befindet sich eine Gaststätte, darüber Wohnungen. Die Schaufassade ist im Erdgeschoss mit Sandstein ausgeführt und reicht bis zu einem Geschossgesims. Darüber befinden sich drei Fensterachsen mit Gebälk und Verdachung. Im Giebel sitzt ein kleines Zwillingsfenster mit Rundbögen. Sandsteinpilaster und ein gestuftes Giebelfries aus Sandstein schmücken den Bau mit flachem Satteldach. | |
| Am Fruchtmarkt 1–19 Am Schloßplatz 2, 4, 10, 12 Bahnhofstraße 1–9, 2, 4 Balduinstraße 1–11, 2–22, 28–42 Beethovenstraße 1 Carl-Cetto-Straße 1, 2–6 Luisenstraße 1–17 Schloßstraße 1–7, 2–16 Wendalinusstraße 1, 2 Lage | Ensemble Am Fruchtmarkt, Am Schloßplatz Für Einzeldenkmale im Ensemble siehe: Am Fruchtmarkt 1 Am Fruchtmarkt 19 Am Schloßplatz 10 Bahnhofstraße 1/3 Balduinstraße (Basilika St. Wendalinus) Balduinstraße 2 Balduinstraße 3 Balduinstraße 4 Balduinstraße 6 Balduinstraße 14 Balduinstraße 30 Balduinstraße 32 Balduinstraße 34 Balduinstraße 38 Beethovenstraße 1 Carl-Cetto-Straße 2 Luisenstraße 1/3 Luisenstraße 7 Schloßstraße 2 Schloßstraße 5 Schloßstraße 7 Schloßstraße 8 Schloßstraße 12 Wendalinusstraße 2 | Carl-Cetto-Straße 1, Wohnhaus, 19. Jh., Umbauten um 1910 und 1989 | |
| Am Fruchtmarkt 1–19 Am Schloßplatz 2, 4, 10, 12 Bahnhofstraße 1–9, 2, 4 Balduinstraße 1–11, 2–22, 28–42 Beethovenstraße 1 Carl-Cetto-Straße 1, 2–6 Luisenstraße 1–17 Schloßstraße 1–7, 2–16 Wendalinusstraße 1, 2 Lage | Ensemble Am Fruchtmarkt, Am Schloßplatz Für Einzeldenkmale im Ensemble siehe: Am Fruchtmarkt 1 Am Fruchtmarkt 19 Am Schloßplatz 10 Bahnhofstraße 1/3 Balduinstraße (Basilika St. Wendalinus) Balduinstraße 2 Balduinstraße 3 Balduinstraße 4 Balduinstraße 6 Balduinstraße 14 Balduinstraße 30 Balduinstraße 32 Balduinstraße 34 Balduinstraße 38 Beethovenstraße 1 Carl-Cetto-Straße 2 Luisenstraße 1/3 Luisenstraße 7 Schloßstraße 2 Schloßstraße 5 Schloßstraße 7 Schloßstraße 8 Schloßstraße 12 Wendalinusstraße 2 | Carl-Cetto-Straße 3, Wohnhaus, 19. Jh. | |
| Am Fruchtmarkt 1–19 Am Schloßplatz 2, 4, 10, 12 Bahnhofstraße 1–9, 2, 4 Balduinstraße 1–11, 2–22, 28–42 Beethovenstraße 1 Carl-Cetto-Straße 1, 2–6 Luisenstraße 1–17 Schloßstraße 1–7, 2–16 Wendalinusstraße 1, 2 Lage | Ensemble Am Fruchtmarkt, Am Schloßplatz Für Einzeldenkmale im Ensemble siehe: Am Fruchtmarkt 1 Am Fruchtmarkt 19 Am Schloßplatz 10 Bahnhofstraße 1/3 Balduinstraße (Basilika St. Wendalinus) Balduinstraße 2 Balduinstraße 3 Balduinstraße 4 Balduinstraße 6 Balduinstraße 14 Balduinstraße 30 Balduinstraße 32 Balduinstraße 34 Balduinstraße 38 Beethovenstraße 1 Carl-Cetto-Straße 2 Luisenstraße 1/3 Luisenstraße 7 Schloßstraße 2 Schloßstraße 5 Schloßstraße 7 Schloßstraße 8 Schloßstraße 12 Wendalinusstraße 2 | Carl-Cetto-Straße 4, Lagerhaus, 18. Jh. Für eine ausführliche Beschreibung, siehe Carl-Cetto-Straße 6. | |
| Am Fruchtmarkt 1–19 Am Schloßplatz 2, 4, 10, 12 Bahnhofstraße 1–9, 2, 4 Balduinstraße 1–11, 2–22, 28–42 Beethovenstraße 1 Carl-Cetto-Straße 1, 2–6 Luisenstraße 1–17 Schloßstraße 1–7, 2–16 Wendalinusstraße 1, 2 Lage | Ensemble Am Fruchtmarkt, Am Schloßplatz Für Einzeldenkmale im Ensemble siehe: Am Fruchtmarkt 1 Am Fruchtmarkt 19 Am Schloßplatz 10 Bahnhofstraße 1/3 Balduinstraße (Basilika St. Wendalinus) Balduinstraße 2 Balduinstraße 3 Balduinstraße 4 Balduinstraße 6 Balduinstraße 14 Balduinstraße 30 Balduinstraße 32 Balduinstraße 34 Balduinstraße 38 Beethovenstraße 1 Carl-Cetto-Straße 2 Luisenstraße 1/3 Luisenstraße 7 Schloßstraße 2 Schloßstraße 5 Schloßstraße 7 Schloßstraße 8 Schloßstraße 12 Wendalinusstraße 2 | Carl-Cetto-Straße 6, Lagerhaus, 19. Jahrhundert: Das Doppelhaus Carl-Cetto-Straße 4–6 besteht aus zwei historischen Gebäuden, die im 18. (Nr. 4, rechter, schmaler Teil) beziehungsweise 19. Jahrhundert (Nr. 6, linker Teil mit Torbogen) entstanden und lange Zeit als Lagerhäuser genutzt wurden. 1978 kaufte die Stadt St. Wendel das Doppelhaus auf. Das Vorhaben, hier Teile der städtischen Verwaltung unterzubringen, zerschlug sich aber an einer zu geringen Nutzfläche und das Gebäude wurde stattdessen für Lagerzwecke genutzt. Zwischenzeitlich vom Abbruch bedroht, kam es 1992 bis 1996 zu einer aufwendigen Renovierung des Komplexes und dessen Umbau zum „Domhotel“ mit sechs Doppel- und zwei Einzelzimmern, zweistöckigem Restaurant, Pilsstube und Biergarten im Hof. Dabei wurden das Gebäudeinnere weitgehend entkernt und die Dachkonstruktionen komplett erneuert, die historischen Außenwände und Sandsteinteile an Fenster- und Torbögen blieben jedoch erhalten. | |
| Am Fruchtmarkt 1–19 Am Schloßplatz 2, 4, 10, 12 Bahnhofstraße 1–9, 2, 4 Balduinstraße 1–11, 2–22, 28–42 Beethovenstraße 1 Carl-Cetto-Straße 1, 2–6 Luisenstraße 1–17 Schloßstraße 1–7, 2–16 Wendalinusstraße 1, 2 Lage | Ensemble Am Fruchtmarkt, Am Schloßplatz Für Einzeldenkmale im Ensemble siehe: Am Fruchtmarkt 1 Am Fruchtmarkt 19 Am Schloßplatz 10 Bahnhofstraße 1/3 Balduinstraße (Basilika St. Wendalinus) Balduinstraße 2 Balduinstraße 3 Balduinstraße 4 Balduinstraße 6 Balduinstraße 14 Balduinstraße 30 Balduinstraße 32 Balduinstraße 34 Balduinstraße 38 Beethovenstraße 1 Carl-Cetto-Straße 2 Luisenstraße 1/3 Luisenstraße 7 Schloßstraße 2 Schloßstraße 5 Schloßstraße 7 Schloßstraße 8 Schloßstraße 12 Wendalinusstraße 2 | Luisenstraße 2 (Gebäudeteil zwischen Fruchtmarkt 3 und Luisenstraße 17), Kaufhaus: Der Gebäudeteil stellt das südliche Ende des ehemaligen Kaufhauses Stier (ab 1992 „Stier Galerie“, seit 1996 „Dom Galerie“) dar, das in zwei Bauphasen zwischen 1960 und 1968 entstand und dem unter anderem der gesamte historische Baubestand auf der Ostseite der Luisenstraße zwischen Altem Rathaus (siehe Einzeldenkmal Am Fruchtmarkt 1) und Hospitalstraße weichen musste. Vom Landesdenkmalamt ist das Kaufhaus als „der problematischste Neubau der St. Wendeler Altstadt nach dem Krieg“ beschrieben worden. Der Komplex ist der Hauptgrund dafür, dass das denkmalgeschützte „Ensemble Am Fruchtmarkt/Am Schloßplatz“ hier endet und nicht bis zum „Ensemble Luisenstraße“ weitergeführt wird. | |
| Am Fruchtmarkt 1–19 Am Schloßplatz 2, 4, 10, 12 Bahnhofstraße 1–9, 2, 4 Balduinstraße 1–11, 2–22, 28–42 Beethovenstraße 1 Carl-Cetto-Straße 1, 2–6 Luisenstraße 1–17 Schloßstraße 1–7, 2–16 Wendalinusstraße 1, 2 Lage | Ensemble Am Fruchtmarkt, Am Schloßplatz Für Einzeldenkmale im Ensemble siehe: Am Fruchtmarkt 1 Am Fruchtmarkt 19 Am Schloßplatz 10 Bahnhofstraße 1/3 Balduinstraße (Basilika St. Wendalinus) Balduinstraße 2 Balduinstraße 3 Balduinstraße 4 Balduinstraße 6 Balduinstraße 14 Balduinstraße 30 Balduinstraße 32 Balduinstraße 34 Balduinstraße 38 Beethovenstraße 1 Carl-Cetto-Straße 2 Luisenstraße 1/3 Luisenstraße 7 Schloßstraße 2 Schloßstraße 5 Schloßstraße 7 Schloßstraße 8 Schloßstraße 12 Wendalinusstraße 2 | Luisenstraße 5, Wohnhaus, 19. Jh. | |
| Am Fruchtmarkt 1–19 Am Schloßplatz 2, 4, 10, 12 Bahnhofstraße 1–9, 2, 4 Balduinstraße 1–11, 2–22, 28–42 Beethovenstraße 1 Carl-Cetto-Straße 1, 2–6 Luisenstraße 1–17 Schloßstraße 1–7, 2–16 Wendalinusstraße 1, 2 Lage | Ensemble Am Fruchtmarkt, Am Schloßplatz Für Einzeldenkmale im Ensemble siehe: Am Fruchtmarkt 1 Am Fruchtmarkt 19 Am Schloßplatz 10 Bahnhofstraße 1/3 Balduinstraße (Basilika St. Wendalinus) Balduinstraße 2 Balduinstraße 3 Balduinstraße 4 Balduinstraße 6 Balduinstraße 14 Balduinstraße 30 Balduinstraße 32 Balduinstraße 34 Balduinstraße 38 Beethovenstraße 1 Carl-Cetto-Straße 2 Luisenstraße 1/3 Luisenstraße 7 Schloßstraße 2 Schloßstraße 5 Schloßstraße 7 Schloßstraße 8 Schloßstraße 12 Wendalinusstraße 2 | Luisenstraße 9, Wohnhaus, 19. Jh. | |
| Am Fruchtmarkt 1–19 Am Schloßplatz 2, 4, 10, 12 Bahnhofstraße 1–9, 2, 4 Balduinstraße 1–11, 2–22, 28–42 Beethovenstraße 1 Carl-Cetto-Straße 1, 2–6 Luisenstraße 1–17 Schloßstraße 1–7, 2–16 Wendalinusstraße 1, 2 Lage | Ensemble Am Fruchtmarkt, Am Schloßplatz Für Einzeldenkmale im Ensemble siehe: Am Fruchtmarkt 1 Am Fruchtmarkt 19 Am Schloßplatz 10 Bahnhofstraße 1/3 Balduinstraße (Basilika St. Wendalinus) Balduinstraße 2 Balduinstraße 3 Balduinstraße 4 Balduinstraße 6 Balduinstraße 14 Balduinstraße 30 Balduinstraße 32 Balduinstraße 34 Balduinstraße 38 Beethovenstraße 1 Carl-Cetto-Straße 2 Luisenstraße 1/3 Luisenstraße 7 Schloßstraße 2 Schloßstraße 5 Schloßstraße 7 Schloßstraße 8 Schloßstraße 12 Wendalinusstraße 2 | Luisenstraße 11, Wohnhaus, 19. Jh. | |
| Am Fruchtmarkt 1–19 Am Schloßplatz 2, 4, 10, 12 Bahnhofstraße 1–9, 2, 4 Balduinstraße 1–11, 2–22, 28–42 Beethovenstraße 1 Carl-Cetto-Straße 1, 2–6 Luisenstraße 1–17 Schloßstraße 1–7, 2–16 Wendalinusstraße 1, 2 Lage | Ensemble Am Fruchtmarkt, Am Schloßplatz Für Einzeldenkmale im Ensemble siehe: Am Fruchtmarkt 1 Am Fruchtmarkt 19 Am Schloßplatz 10 Bahnhofstraße 1/3 Balduinstraße (Basilika St. Wendalinus) Balduinstraße 2 Balduinstraße 3 Balduinstraße 4 Balduinstraße 6 Balduinstraße 14 Balduinstraße 30 Balduinstraße 32 Balduinstraße 34 Balduinstraße 38 Beethovenstraße 1 Carl-Cetto-Straße 2 Luisenstraße 1/3 Luisenstraße 7 Schloßstraße 2 Schloßstraße 5 Schloßstraße 7 Schloßstraße 8 Schloßstraße 12 Wendalinusstraße 2 | Luisenstraße 15, Wohn- und Geschäftshaus, 19. Jh. | |
| Am Fruchtmarkt 1–19 Am Schloßplatz 2, 4, 10, 12 Bahnhofstraße 1–9, 2, 4 Balduinstraße 1–11, 2–22, 28–42 Beethovenstraße 1 Carl-Cetto-Straße 1, 2–6 Luisenstraße 1–17 Schloßstraße 1–7, 2–16 Wendalinusstraße 1, 2 Lage | Ensemble Am Fruchtmarkt, Am Schloßplatz Für Einzeldenkmale im Ensemble siehe: Am Fruchtmarkt 1 Am Fruchtmarkt 19 Am Schloßplatz 10 Bahnhofstraße 1/3 Balduinstraße (Basilika St. Wendalinus) Balduinstraße 2 Balduinstraße 3 Balduinstraße 4 Balduinstraße 6 Balduinstraße 14 Balduinstraße 30 Balduinstraße 32 Balduinstraße 34 Balduinstraße 38 Beethovenstraße 1 Carl-Cetto-Straße 2 Luisenstraße 1/3 Luisenstraße 7 Schloßstraße 2 Schloßstraße 5 Schloßstraße 7 Schloßstraße 8 Schloßstraße 12 Wendalinusstraße 2 | Luisenstraße 17, Wohnhaus, 19. Jh.: Das Haus wurde 1996 zusammen mit dem Nachbarhaus Luisenstraße 19 wegen Baufälligkeit abgerissen. An ihrer Stelle entstand bis 1998 ein Neubau mit Wohn- und Geschäftsflächen, der an das historische Umfeld angepasst ist. | |
| Am Fruchtmarkt 1–19 Am Schloßplatz 2, 4, 10, 12 Bahnhofstraße 1–9, 2, 4 Balduinstraße 1–11, 2–22, 28–42 Beethovenstraße 1 Carl-Cetto-Straße 1, 2–6 Luisenstraße 1–17 Schloßstraße 1–7, 2–16 Wendalinusstraße 1, 2 Lage | Ensemble Am Fruchtmarkt, Am Schloßplatz Für Einzeldenkmale im Ensemble siehe: Am Fruchtmarkt 1 Am Fruchtmarkt 19 Am Schloßplatz 10 Bahnhofstraße 1/3 Balduinstraße (Basilika St. Wendalinus) Balduinstraße 2 Balduinstraße 3 Balduinstraße 4 Balduinstraße 6 Balduinstraße 14 Balduinstraße 30 Balduinstraße 32 Balduinstraße 34 Balduinstraße 38 Beethovenstraße 1 Carl-Cetto-Straße 2 Luisenstraße 1/3 Luisenstraße 7 Schloßstraße 2 Schloßstraße 5 Schloßstraße 7 Schloßstraße 8 Schloßstraße 12 Wendalinusstraße 2 | Schloßstraße 1, Wohn- und Geschäftshaus, 19. Jh. | |
| Am Fruchtmarkt 1–19 Am Schloßplatz 2, 4, 10, 12 Bahnhofstraße 1–9, 2, 4 Balduinstraße 1–11, 2–22, 28–42 Beethovenstraße 1 Carl-Cetto-Straße 1, 2–6 Luisenstraße 1–17 Schloßstraße 1–7, 2–16 Wendalinusstraße 1, 2 Lage | Ensemble Am Fruchtmarkt, Am Schloßplatz Für Einzeldenkmale im Ensemble siehe: Am Fruchtmarkt 1 Am Fruchtmarkt 19 Am Schloßplatz 10 Bahnhofstraße 1/3 Balduinstraße (Basilika St. Wendalinus) Balduinstraße 2 Balduinstraße 3 Balduinstraße 4 Balduinstraße 6 Balduinstraße 14 Balduinstraße 30 Balduinstraße 32 Balduinstraße 34 Balduinstraße 38 Beethovenstraße 1 Carl-Cetto-Straße 2 Luisenstraße 1/3 Luisenstraße 7 Schloßstraße 2 Schloßstraße 5 Schloßstraße 7 Schloßstraße 8 Schloßstraße 12 Wendalinusstraße 2 | Schloßstraße 3, Wohn- und Geschäftshaus, 19. Jh. | |
| Am Fruchtmarkt 1–19 Am Schloßplatz 2, 4, 10, 12 Bahnhofstraße 1–9, 2, 4 Balduinstraße 1–11, 2–22, 28–42 Beethovenstraße 1 Carl-Cetto-Straße 1, 2–6 Luisenstraße 1–17 Schloßstraße 1–7, 2–16 Wendalinusstraße 1, 2 Lage | Ensemble Am Fruchtmarkt, Am Schloßplatz Für Einzeldenkmale im Ensemble siehe: Am Fruchtmarkt 1 Am Fruchtmarkt 19 Am Schloßplatz 10 Bahnhofstraße 1/3 Balduinstraße (Basilika St. Wendalinus) Balduinstraße 2 Balduinstraße 3 Balduinstraße 4 Balduinstraße 6 Balduinstraße 14 Balduinstraße 30 Balduinstraße 32 Balduinstraße 34 Balduinstraße 38 Beethovenstraße 1 Carl-Cetto-Straße 2 Luisenstraße 1/3 Luisenstraße 7 Schloßstraße 2 Schloßstraße 5 Schloßstraße 7 Schloßstraße 8 Schloßstraße 12 Wendalinusstraße 2 | Schloßstraße 4, Wohn- und Geschäftshaus, 2. Hälfte 19. Jh. | |
| Am Fruchtmarkt 1–19 Am Schloßplatz 2, 4, 10, 12 Bahnhofstraße 1–9, 2, 4 Balduinstraße 1–11, 2–22, 28–42 Beethovenstraße 1 Carl-Cetto-Straße 1, 2–6 Luisenstraße 1–17 Schloßstraße 1–7, 2–16 Wendalinusstraße 1, 2 Lage | Ensemble Am Fruchtmarkt, Am Schloßplatz Für Einzeldenkmale im Ensemble siehe: Am Fruchtmarkt 1 Am Fruchtmarkt 19 Am Schloßplatz 10 Bahnhofstraße 1/3 Balduinstraße (Basilika St. Wendalinus) Balduinstraße 2 Balduinstraße 3 Balduinstraße 4 Balduinstraße 6 Balduinstraße 14 Balduinstraße 30 Balduinstraße 32 Balduinstraße 34 Balduinstraße 38 Beethovenstraße 1 Carl-Cetto-Straße 2 Luisenstraße 1/3 Luisenstraße 7 Schloßstraße 2 Schloßstraße 5 Schloßstraße 7 Schloßstraße 8 Schloßstraße 12 Wendalinusstraße 2 | Schloßstraße 10, Wohn- und Geschäftshaus, Keller, 18. Jh. | |
| Am Fruchtmarkt 1–19 Am Schloßplatz 2, 4, 10, 12 Bahnhofstraße 1–9, 2, 4 Balduinstraße 1–11, 2–22, 28–42 Beethovenstraße 1 Carl-Cetto-Straße 1, 2–6 Luisenstraße 1–17 Schloßstraße 1–7, 2–16 Wendalinusstraße 1, 2 Lage | Ensemble Am Fruchtmarkt, Am Schloßplatz Für Einzeldenkmale im Ensemble siehe: Am Fruchtmarkt 1 Am Fruchtmarkt 19 Am Schloßplatz 10 Bahnhofstraße 1/3 Balduinstraße (Basilika St. Wendalinus) Balduinstraße 2 Balduinstraße 3 Balduinstraße 4 Balduinstraße 6 Balduinstraße 14 Balduinstraße 30 Balduinstraße 32 Balduinstraße 34 Balduinstraße 38 Beethovenstraße 1 Carl-Cetto-Straße 2 Luisenstraße 1/3 Luisenstraße 7 Schloßstraße 2 Schloßstraße 5 Schloßstraße 7 Schloßstraße 8 Schloßstraße 12 Wendalinusstraße 2 | Schloßstraße 14, Wohn- und Geschäftshaus, 19. Jh. | |
| Am Fruchtmarkt 1–19 Am Schloßplatz 2, 4, 10, 12 Bahnhofstraße 1–9, 2, 4 Balduinstraße 1–11, 2–22, 28–42 Beethovenstraße 1 Carl-Cetto-Straße 1, 2–6 Luisenstraße 1–17 Schloßstraße 1–7, 2–16 Wendalinusstraße 1, 2 Lage | Ensemble Am Fruchtmarkt, Am Schloßplatz Für Einzeldenkmale im Ensemble siehe: Am Fruchtmarkt 1 Am Fruchtmarkt 19 Am Schloßplatz 10 Bahnhofstraße 1/3 Balduinstraße (Basilika St. Wendalinus) Balduinstraße 2 Balduinstraße 3 Balduinstraße 4 Balduinstraße 6 Balduinstraße 14 Balduinstraße 30 Balduinstraße 32 Balduinstraße 34 Balduinstraße 38 Beethovenstraße 1 Carl-Cetto-Straße 2 Luisenstraße 1/3 Luisenstraße 7 Schloßstraße 2 Schloßstraße 5 Schloßstraße 7 Schloßstraße 8 Schloßstraße 12 Wendalinusstraße 2 | Schloßstraße 16, Wohn- und Geschäftshaus, um 1905 | |
| Am Fruchtmarkt 1–19 Am Schloßplatz 2, 4, 10, 12 Bahnhofstraße 1–9, 2, 4 Balduinstraße 1–11, 2–22, 28–42 Beethovenstraße 1 Carl-Cetto-Straße 1, 2–6 Luisenstraße 1–17 Schloßstraße 1–7, 2–16 Wendalinusstraße 1, 2 Lage | Ensemble Am Fruchtmarkt, Am Schloßplatz Für Einzeldenkmale im Ensemble siehe: Am Fruchtmarkt 1 Am Fruchtmarkt 19 Am Schloßplatz 10 Bahnhofstraße 1/3 Balduinstraße (Basilika St. Wendalinus) Balduinstraße 2 Balduinstraße 3 Balduinstraße 4 Balduinstraße 6 Balduinstraße 14 Balduinstraße 30 Balduinstraße 32 Balduinstraße 34 Balduinstraße 38 Beethovenstraße 1 Carl-Cetto-Straße 2 Luisenstraße 1/3 Luisenstraße 7 Schloßstraße 2 Schloßstraße 5 Schloßstraße 7 Schloßstraße 8 Schloßstraße 12 Wendalinusstraße 2 | Wendalinusstraße 1, Wohnhaus mit Arztpraxis, um 1900 | |
| Bei Falkenborn (Flur 17, Flurstücke 3/7, 6/4, 6/8, 6/11, 8/4) Lage | Ensemble Luftverteidigungszone West, Stellung Harschberger Hof Für Einzeldenkmale im Ensemble siehe: Bei Falkenborn (Gewann) | Das Denkmalensemble besteht aus Bauwerken einer Flugabwehrstellung, die bis 1939 im Rahmen der Luftverteidigungszone (LVZ) West errichtet wurde. Es handelt sich um zwei – zu einem Gefechtsstand verbundene – unterirdische Bunker und zwei Kampfbunker auf dem Gelände des Harschberger Hofes sowie eine westlich vorgelagerte Höckerlinie als Panzersperre. Weiteres Ensemblebestandteil: | Das Denkmalensemble besteht aus Bauwerken einer Flugabwehrstellung, die bis 1939 im Rahmen der Luftverteidigungszone (LVZ) West errichtet wurde. Es handelt sich um zwei – zu einem Gefechtsstand verbundene – unterirdische Bunker und zwei Kampfbunker auf dem Gelände des Harschberger Hofes sowie eine westlich vorgelagerte Höckerlinie als Panzersperre. Weiteres Ensemblebestandteil: |
| Bei Falkenborn (Flur 17, Flurstücke 3/7, 6/4, 6/8, 6/11, 8/4) Lage | Ensemble Luftverteidigungszone West, Stellung Harschberger Hof Für Einzeldenkmale im Ensemble siehe: Bei Falkenborn (Gewann) | Betonhöckerhindernis, 1939: Die heute stark überwucherte Panzersperre westlich des Harschberger Hofes war Teil einer Höckerlinie, die sich in weitem Bogen von Oberlinxweiler am Harschberger Hof vorbei zum Wallesweiler Hof bei Winterbach zog. | |
| Brühlstraße 10–18 Lage | Ensemble Brühlstraße Für ein Einzeldenkmal im Ensemble siehe: Brühlstraße 18 | Das Denkmalensemble Brühlstraße besteht aus Wohn- und Geschäftshäusern aus der zweiten Hälfte des 19. Jahrhunderts. Weitere Ensemblebestandteile: | Das Denkmalensemble Brühlstraße besteht aus Wohn- und Geschäftshäusern aus der zweiten Hälfte des 19. Jahrhunderts. Weitere Ensemblebestandteile: |
| Brühlstraße 10–18 Lage | Ensemble Brühlstraße Für ein Einzeldenkmal im Ensemble siehe: Brühlstraße 18 | Brühlstraße 10, Wohnhaus mit Gaststätte, 2. Hälfte 19. Jh. | |
| Brühlstraße 10–18 Lage | Ensemble Brühlstraße Für ein Einzeldenkmal im Ensemble siehe: Brühlstraße 18 | Brühlstraße 12, Wohn- und Geschäftshaus: Das Wohn- und Geschäftshaus wurde in der zweiten Hälfte des 19. Jahrhunderts erbaut. Das Erdgeschoss wird von Schaufenstern beherrscht. Darüber befindet sich ein auskragendes Obergeschoss, das im Süden drei Fensterachsen mit Verdachung und Sohlbankgesims besitzt. Darüber befindet sich ein weiteres Geschoss, das von einem Dreiecksgiebel gekrönt wird. Im Norden befindet sich ein halbrunder Erker mit drei Fenstern. | |
| Brühlstraße 10–18 Lage | Ensemble Brühlstraße Für ein Einzeldenkmal im Ensemble siehe: Brühlstraße 18 | Brühlstraße 14, Wohn- und Geschäftshaus, 2. Hälfte 19. Jh. | |
| Brühlstraße 10–18 Lage | Ensemble Brühlstraße Für ein Einzeldenkmal im Ensemble siehe: Brühlstraße 18 | Brühlstraße 16, Wohnhaus, 2. Hälfte 19. Jh. | |
| Luisenstraße 29–41 Grabenstraße 24 Lage | Ensemble Luisenstraße | Das Denkmalensemble besteht überwiegend aus Wohn- und Geschäftshäusern aus der ersten Hälfte des 19. Jahrhunderts. Ensemblebestandteile: | Das Denkmalensemble besteht überwiegend aus Wohn- und Geschäftshäusern aus der ersten Hälfte des 19. Jahrhunderts. Ensemblebestandteile: |
| Luisenstraße 29–41 Grabenstraße 24 Lage | Ensemble Luisenstraße | Luisenstraße 29, Wohn- und Geschäftshaus, 18. Jh. | |
| Luisenstraße 29–41 Grabenstraße 24 Lage | Ensemble Luisenstraße | Luisenstraße 33, Wohn- und Geschäftshaus, 18. Jh. | |
| Luisenstraße 29–41 Grabenstraße 24 Lage | Ensemble Luisenstraße | Luisenstraße 35, Wohn- und Geschäftshaus, 18. Jh. | |
| Luisenstraße 29–41 Grabenstraße 24 Lage | Ensemble Luisenstraße | Luisenstraße 37, Gaststätte: Die Gaststätte liegt im Hochparterre des zweigeschossigen, traufständigen Steinbaus und wird über eine Freitreppe betreten. Zwischen den vier Fensterachsen stehen Pilaster, die ein Gebälk mit abschließenden Gesims tragen. Eine durchgehende Sohlbank mit schmalem Gesims verbindet die Fenster im Obergeschoss. Ein weit auskragendes Traufgesims schließt den Baukörper ab. Zwei Gauben mit Dreiecksgiebel sitzen in dem Satteldach. Erbaut wurde das Gebäude im 18. Jahrhundert. | |
| Luisenstraße 29–41 Grabenstraße 24 Lage | Ensemble Luisenstraße | Luisenstraße 39, Wohn- und Geschäftshaus, 18. Jh. | |
| Luisenstraße 29–41 Grabenstraße 24 Lage | Ensemble Luisenstraße | Grabenstraße 24, Lagerhaus: Der zweigeschossige Putzbau entstand im 19. Jahrhundert. | |
| Ostertalstraße Lage | Ensemble Wendalinushof (ehem. Langenfelder Hof) Für Einzeldenkmale im Ensemble siehe: Ostertalstraße Ostertalstraße 50a | Das Ensemble umfasst Gelände und Bauten des Wendalinushofes, einschließlich Hof, Wohntrakt, Torbau, Nebenflügel, Wachhaus, Einfahrt, Wohnhaus und Kapelle. | Das Ensemble umfasst Gelände und Bauten des Wendalinushofes, einschließlich Hof, Wohntrakt, Torbau, Nebenflügel, Wachhaus, Einfahrt, Wohnhaus und Kapelle. |

### Einzeldenkmale
| Lage                                               | Bezeichnung | Beschreibung | Bild |
| -------------------------------------------------- | --- | --- | ---- |
| Am Echo (Flur 4, Flurstück 15/7) Lage              | Paqué-Brauerei, Brauerei, Felsenkeller                                                                                       | Als die 1836 gegründete Brauerei Paqué 1967 die Produktion einstellte, ging auch die bis mindestens 1570 zurückreichende Tradition St. Wendeler Braukunst zu Ende. Schon bald nach Eröffnung seiner Brauerei mit Gaststätte in der Kernstadt (siehe Einzeldenkmal Kelsweilerstraße 3) hatte Firmengründer Michael Paqué am Fuß des etwa 250 Meter entfernten Gudesbergs einen tief in den Berg hineinreichenden Felsenkeller aushöhlen lassen, der für Gärung und Lagerung des Bieres bestimmt war. Die Söhne Paqués errichteten dann 1884/1885 ein neues Brauereigebäude über dem Felsenkeller, das um 1900 erstmals erweitert und in den folgenden Jahrzehnten wiederholt modernisiert wurde. Zu dem Komplex gehörte auch die Gaststätte „Echo“, deren Gartenlokal mit angeschlossener Kegelbahn sich großer Beliebtheit erfreute. Die Brauerei Paqué florierte bis in die 1950er-Jahre, dann folgte der Niedergang. Der Urenkel des Firmengründers veräußerte den Familienbetrieb 1967 an die Brauerei Becker in St. Ingbert, die den Standort St. Wendel aufgab. Die Gaststätte blieb aber noch bis ca. 1980 in Betrieb. Seitdem sind die Gebäude ungenutzt und verfallen zunehmend. Die Stadt St. Wendel kaufte das Areal 1981 zur anderweitigen Nutzung auf, scheiterte aber wiederholt in ihrem Bestreben, einen Abriss der Brauerei herbeizuführen, am Einspruch des Landeskonservators. Auch Bemühungen, einen Investor zur Wiederherstellung der historischen Gebäude zu finden, verliefen im Sande. Derweil kam es zur Abtragung mehrerer nicht denkmalgeschützter Teile des Komplexes. Von den oberirdischen Gebäudeteilen noch vorhanden sind vor allem das Erdgeschoss des Kerngebäudes mit mächtigen Rundbögen und vorgelagerter Terrasse mit Balustrade und ein Eckturm mit flachem Zeltdach. Das Dach des Sandsteingebäudes fehlt, die Umfassungsmauern sind teilweise bis in das dritte Geschoss vorhanden und notdürftig gestützt (Stand 2016).                |      |
| Am Fruchtmarkt 1 Lage                              | Rathaus Einzeldenkmal im Ensemble Am Fruchtmarkt/Am Schloßplatz                                                              | Das Alte Rathaus wurde 1802–3 von Friedrich Georg Wahl erbaut. Der barocke Putzbau mit Mansardwalmdach und Ecklisenen wurde über annähernd quadratischem Grundriss errichtet. Die Schaufassade besitzt fünf Fensterachsen, von denen die mittlere im Obergeschoss das Portal aufnimmt. Das Obergeschoss ist leicht zurückgesetzt, das entstandene Gesims wie Faschen und Lisenen farblich abgesetzt. Fenster und Portal werden von Ohrenfaschen gerahmt. Das Portal erreicht man über eine mächtige zweiläufige Freitreppe mit Wappen. |      |
| Am Fruchtmarkt 19 Lage                             | Kath. Pfarramt, Wohnhaus, Keller Einzeldenkmal im Ensemble Am Fruchtmarkt/Am Schloßplatz                                     | Das katholische Pfarrhaus wurde, genau wie die Wendalinuskapelle (siehe Einzeldenkmal Kapellenweg), Mitte des 18. Jahrhunderts nach Plänen des Trierer Augustinerbruders Joseph Walter von dem St. Wendeler Maurermeister und Steinmetz Johannes Schubmehl erbaut. Der giebelständige, zweigeschossige Putzbau besitzt zur Straßenseite hin drei Fensterachsen mit gerader, profilierter Verdachung. Die zum Pfarrgarten gerichtete Schaufassade wird von einem leicht vorspringenden Mittelrisalit mit Dreiecksgiebel beherrscht. Drei der sieben Achsen liegen im Risaliten, in der mittleren Achse gelangt man über eine Freitreppe zum Eingang. Die äußeren beiden Fensterachsen sind mit Segmentbögen und betontem Schlussstein ausgeführt. Die mittleren Achsen besitzen zusätzlich ein Giebelfeld mit gerader Verdachung. Ecklisenen schmücken das Gebäude, ein Traufgesims zieht sich durch den Dreiecksgiebel hindurch und rahmt so ein Rundfenster im Giebelfeld. Der tonnengewölbte Keller des Pfarramtes stammt möglicherweise noch aus dem 17. Jahrhundert. Zum Denkmal gehört der sich westlich an das Gebäude anschließende Pfarrgarten. |      |
| Am Schlossplatz 10 Lage                            | Gaststätte, Berufsschule Einzeldenkmal im Ensemble Am Fruchtmarkt/Am Schloßplatz                                             | In der zweiten Hälfte des 19. Jahrhunderts von Matthias Mußweiler erbaut. |      |
| Bahnhofstraße 1/3 Lage                             | Gaststätte, Wohnhaus Einzeldenkmal im Ensemble Am Fruchtmarkt/Am Schloßplatz                                                 | In der ersten Hälfte des 19. Jahrhunderts erbaut. |      |
| Bahnhofstraße 17 Lage                              | Wohn- und Geschäftshaus | In der zweiten Hälfte des 19. Jahrhunderts von Matthias Mußweiler erbaut. |      |
| Bahnhofstraße 21–23 Lage                           | Sparkasse | Der dreigeschossige Putzbau wurde 1925 erbaut. Erstes und zweites Obergeschoss sind mit einfachen Fenstern mit geradem Stutz belichtet. Im Erdgeschoss herrschen breite Rundbogenfenster vor, die durch flache Pilaster getrennt sind. Im Erdgeschoss ist im Zentrum ein Rundbogenportal, das von mächtigen Pilastern mit Figurenschmuck flankiert wird. Diese tragen ein breites Gebälk, das mit einem Gurt- und einem Sohlbankgesims im ersten Obergeschoss verkröpft ist. Das Gewände des Portals wird von Weinreben und einem Füllhorn geschmückt. Eckquaderungen und -lisenen betonen die Gebäudeecken. |      |
| Bahnhofstraße 25 Lage                              | Wohnhaus | Das Gebäude wurde im Jahr 1906 als Wohnhaus errichtet. Später erfolgte eine Angliederung und Fassadenanpassung an das links benachbarte, 1925 errichtete Gebäude der Kreissparkasse (siehe Einzeldenkmal Bahnhofstraße 21–23). Der dreigeschossige Bau besitzt im Erdgeschoss drei Arkaden. Eine Gliederung der Obergeschosse ist durch Lisenen erreicht. |      |
| Bahnhofstraße 26 Lage                              | Wohn- und Geschäftshaus | 1908-9 erbaut. |      |
| Balduinstraße Lage                                 | Basilika St. Wendalinus mit Ausstattung, Pfarr- und Wallfahrtskirche Einzeldenkmal im Ensemble Am Fruchtmarkt/Am Schloßplatz | Die Wendalinusbasilika wurde im 14./15. Jahrhundert errichtet. An den älteren Chor wurde bis 1462 ein Kirchenschiff in spätgotischer Bauweise mit Netzgewölben angeschlossen. Dem Langhaus vorgelagert ist ein Westwerk mit aufwendig verziertem Turmunterbau und drei Türmen. Im Zentrum sitzt ein quadratischer Mittelturm mit einer barocken Welschen Haube, rechts und links davon je ein gotischer Seitenturm mit Spitzhelm. |      |
| Balduinstraße 2 Lage                               | Wohn- und Geschäftshaus Einzeldenkmal im Ensemble Am Fruchtmarkt/Am Schloßplatz                                              | um 1800 |      |
| Balduinstraße 3 Lage                               | Wohnhaus und Fabrikgebäude Einzeldenkmal im Ensemble Am Fruchtmarkt/Am Schloßplatz                                           | Der dreigeschossige Wohnbau dürfte im Kern noch aus dem 17. Jahrhundert stammen. Dafür spricht die Auskragung der beiden Obergeschosse über sechs der acht eng aneinander liegenden Achsen des Erdgeschosses, ein Nachklang mittelalterlicher Bauformen, den sonst kein anderer Profanbau der Stadt an der Fassade aufweist. In dem Gebäude eröffnete Emanuel Marschall 1827 eine Tabakspinnerei, aus der sich die nach ihm benannte Tabakfabrik entwickelte, die bis 1960 existierte. Hier wurde auch sein Sohn Nicola Marschall geboren, der später in die USA auswanderte und dort als Maler Anerkennung fand. |      |
| Balduinstraße 4 Lage                               | Wohn- und Geschäftshaus Einzeldenkmal im Ensemble Am Fruchtmarkt/Am Schloßplatz                                              | um 1800 |      |
| Balduinstraße 6 Lage                               | Wohn- und Geschäftshaus mit Treppenturm Einzeldenkmal im Ensemble Am Fruchtmarkt/Am Schloßplatz                              | Der dreigeschossige Putzbau mit seitlich liegendem, alten Treppenturm entstand im 18. Jahrhundert. |      |
| Balduinstraße 14 Lage                              | Rotes Haus, Wohn- und Geschäftshaus Einzeldenkmal im Ensemble Am Fruchtmarkt/Am Schloßplatz                                  | 1709–10 |      |
| Balduinstraße 19 Lage                              | Wohnhaus | Im ersten Viertel des 18. Jahrhunderts erbaut |      |
| Balduinstraße 21 Lage                              | Wohn- und Geschäftshaus mit Treppenturm                                                                                      | Im letzten Viertel des 17. Jahrhunderts erbaut |      |
| Balduinstraße 27 (linke Haushälfte) Lage           | Wohnhaus mit Gaststätte | Das Wohnhaus mit Gaststätte im Erdgeschoss wurde um 1870 von Matthias Mußweiler über einem niedrigen Sockel errichtet. Die vier Fensterachsen sind im Erdgeschoss durch Pilaster mit aufwendig verziertem Kapitell getrennt. Diese tragen ein Gebälk, das von einem Fries mit gerundetem Mäander abgeschlossen wird. Darüber verläuft ein Konsolfries unter einem Gesims. Die hochrechteckigen Fenster des Obergeschosses werden von weit auskragenden Verdachungen mit Giebelfeld geschmückt. Unter den Fenstern befinden sich rechteckige Blendfelder mit Rosetten. |      |
| Balduinstraße 27 (rechte Haushälfte) Lage          | Wohnhaus mit Gaststätte | Um 1890 erbaut |      |
| Balduinstraße 30 Lage                              | Küsterhaus Einzeldenkmal im Ensemble Am Fruchtmarkt/Am Schloßplatz                                                           | 18. Jh. |      |
| Balduinstraße 32 Lage                              | Wohn- und Geschäftshaus mit Kellergewölbe Einzeldenkmal im Ensemble Am Fruchtmarkt/Am Schloßplatz                            | |      |
| Balduinstraße 34 Lage                              | Wohnhaus Einzeldenkmal im Ensemble Am Fruchtmarkt/Am Schloßplatz                                                             | um 1750 |      |
| Balduinstraße 38 Lage                              | Wohn- und Geschäftshaus, Reste der kath. Maria-Magdalena-Kapelle Einzeldenkmal im Ensemble Am Fruchtmarkt/Am Schloßplatz     | Das Gebäude umfasst die Reste der 1318 erstmals urkundlich erwähnten Maria-Magdalena-Kapelle, einem der ältesten Bauwerke der Stadt, in dem zeitweise auch die Gebeine des hl. Wendalinus beigesetzt waren. Die Bausubstanz der Kapelle ist noch an den Strebepfeilern der Südseite und vor allem an der heute als Weinkeller genutzten Krypta zu erkennen. Straßenfassade und Dachform bekunden demgegenüber den nach Verkauf an die Stadt 1802 erfolgten Umbau zu einem Profangebäude im spätbarocken Stil, das ursprünglich als Schule und Oberbürgermeisterei genutzt wurde. Nach zwischenzeitlicher Funktion als Kaserne, Finanzamt und städtischer Bücherei erfolgte in den 1970er-Jahren eine Modernisierung des von Verfall bedrohten Gebäudes durch den Architekten Hanns Schönecker, bei der unter anderem Wohnungen in den Obergeschossen eingebaut wurden. Der dreigeschossige Putzbau besitzt auf der Straßenfassade sieben Fensterachsen, von denen die mittleren drei mit Lisenen von den anderen getrennt sind. Zusätzlich gliedern Ecklisenen das Gebäude, die im Erdgeschoss rustiziert sind. Ein Geschossgesims trennt Erd- und erstes Obergeschoss. Über dem Eingangsportal ist ein gesprengtes Giebelfeld mit dem Gesims verkröpft. Das Krüppelwalmdach wird von einem zentralen Dachreiter überragt. |      |
| Balduinstraße 39 Lage                              | Wohn- und Geschäftshaus | 19. Jahrhundert |      |
| Balduinstraße (Flur 6, Flurstück 385/6) Lage       | Wendalinus-Brunnen | Der Wendalinusbrunnen entstand im 18. Jahrhundert. Hinter einem quadratischen Brunnenbecken mit profiliertem Sockel steht eine quadratische Säule, auf deren auskragendem Schluss goldene Ornamente angebracht sind. Darüber steht auf einem profilierten Sockel eine bunt angemalte Figur des hl. Wendalinus aus dem 18. Jahrhundert als Hirte mit Umhang, Hut und Hirtenstab. |      |
| Balduinstraße 51 Lage                              | Wohnhaus | Um 1810 erbaut |      |
| Balduinstraße 59 Lage                              | Schmollsches Haus | Das „hochherrschaftliche Landhaus“ wurde von Anton Adolph Schmoll genannt Eisenwerth ab 1873 im Neorenaissancestil (Wiener Ringstraßenstil) erbaut und 1875 fertiggestellt. Haus und zugehörige Grundstücke werden in einer Verkaufsanzeige aus dem Jahr 1910 eingehend beschrieben. Der zweigeschossige Bau besitzt ein rustiziertes Erdgeschoss derweil dreieckige Fensterverdachungen und Konsolen das Obergeschoss als Beletage ausweisen. Darüber sitzen ein Mezzaningeschoss und ein Gebälk mit Balustrade. In der mittleren der sieben Achsen befindet sich ein ionischer Säulenportikus mit Balkon. Das Haus beherbergte in der Vergangenheit eine Handelsschule sowie später die Stadtbibliothek. |      |
| Balduinstraße 72 Lage                              | Wohnhaus | Das Gebäude wurde im ersten Viertel des 19. Jahrhunderts errichtet. |      |
| Balduinstraße 74 Lage                              | Trier’scher Hof, Gasthaus | Das Gebäude wurde im ersten Viertel des 19. Jahrhunderts errichtet. |      |
| Beethovenstraße 1 Lage                             | Forstamt Einzeldenkmal im Ensemble Am Fruchtmarkt/Am Schloßplatz                                                             | 19. Jh. |      |
| Bei Falkenborn (Gewann) Lage                       | WH-Nr. H I, erdversenkter Bunker Einzeldenkmal im Ensemble LVZ West Stellung Harschberger Hof                                | Der Bunker vom Typ „Regelbau 117b“ wurde bis 1939 unterirdisch im östlichen Bereich des Harschberger Hofs errichtet. Er ist über einen Stollen („Verbindungsbauwerk“) mit einem typengleichen Bau zu einem „Gefechtsstand“ vereint. Dessen Eingang befindet sich östlich des ehemaligen Bundeswehrgebäudes (heute „Huffer Farben“) auf dem Gelände und ist von der B 269 her zu sehen. Ein „Regelbau 117b“ umfasste 15 Räume (unter anderem für Kommandeur und Adjutanten, Artillerieoffizier, Ordonnanzoffizier, Nachrichtenoffizier, zwei Funkräume, Fernsprechraum, Beobachtungsraum, Bereitschaftsraum, Geschäftszimmer) und verbindende Flure. Der Gefechtsstand Harschberger Hof diente ab 4. Oktober 1939 als Hauptquartier des Generalkommandos des XII. Armeekorps der Wehrmacht unter General Walter Schroth und im Juni 1940 kurzzeitig auch als Stabsquartier des Armeeoberkommandos 1 unter General Erwin von Witzleben. Eine in der lokalen Bevölkerung behauptete Inspektion des auch als „Führerbunker“ bekannten Gefechtsstandes durch Adolf Hitler im Mai 1940 lässt sich nicht belegen. |      |
| Bei Falkenborn (Gewann) Lage                       | WH-Nr. H II, erdversenkter Bunker Einzeldenkmal im Ensemble LVZ West Stellung Harschberger Hof                               | 1939 Für eine ausführliche Beschreibung, siehe oben. |      |
| Bei Falkenborn (Gewann) Lage                       | erdversenktes Verbindungsbauwerk zwischen H I und H II Einzeldenkmal im Ensemble LVZ West Stellung Harschberger Hof          | 1939 Für eine ausführliche Beschreibung, siehe oben. |      |
| Bei Falkenborn (Gewann)                            | WH-Nr. 1140, B-Stand, Kampfbunker Einzeldenkmal im Ensemble LVZ West Stellung Harschberger Hof                               | 1939 Bei dem Kampfbunker handelt es sich um einen MG-Schartenstand, der für sechs Personen ausgelegt war und für dessen Bau 182 Kubikmeter Beton kalkuliert wurden. |      |
| Bei Falkenborn (Gewann)                            | WH-Nr. 1141, B-Stand, Kampfbunker Einzeldenkmal im Ensemble LVZ West Stellung Harschberger Hof                               | 1939 Für eine ausführliche Beschreibung, siehe oben. |      |
| Brühlstraße 18 Lage                                | Hotel „Posthof“ Einzeldenkmal im Ensemble Brühlstraße                                                                        | Das Gebäude des heutigen Hotels „Posthof“ wurde 1860 bis 1862 von Kommunalbaurat Matthias Mußweiler als privates Wohnhaus für sich und seine Familie erbaut. 1879 verkaufte er es an den Landkreis St. Wendel, der es fortan als Landratsamt nutzte. Aus dieser Zeit stammt die Bezeichnung „Kreishaus“. 1904 erwarb der Kaufmann Josef Bruch das Anwesen und richtete hier eine Lebensmittelgroßhandlung ein, aus der später die Globus-Warenhaus-Gruppe hervorging. Anfang der 1970er-Jahre erwarb der Unternehmer Albert Gemm das Grundstück. Bei längeren Umbaumaßnahmen entstand bis 1975 ein rückwärtiger, moderner Trakt, der sowohl die Zimmer des neu eröffneten Hotels „Posthof“ als auch Gemms Heizungs- und Installationsbetrieb aufnahm. Starke Nachfrage führte schon bald zur Anhebung der Bettenzahl und einer Anpassung des Hotels an das heutige Niveau gehobener Hotelgastronomie. Der Altbau des Hotels ist ein traufständiger, zweigeschossiger Steinbau mit sieben Fensterachsen. Die Fenster im Erdgeschoss besitzen flache Segmentbögen, die im Obergeschoss einen geraden Sturz. Das Gebäude wird zur Straßenseite durch einen Mittelrisalit gegliedert, der sich bis in das Dach fortsetzt. Der Dreiecksgiebel mit Giebelgesims sitzt so über drei Geschossen. Pilaster im Erdgeschoss tragen ein Sohlbankgesims des ersten Obergeschosses, das sich in den restlichen Bau fortsetzt. Weitere Pilaster tragen das Giebelgesims. Ein Satteldach schließt das Gebäude ab. |      |
| Bungertstraße 19 Lage                              | Kaserne | Das Gebäude wurde im letzten Viertel des 19. Jahrhunderts erbaut. |      |
| Carl-Cetto-Straße 2 Lage                           | Hambacher Keller, Wohnhaus, Gaststätte Einzeldenkmal im Ensemble Am Fruchtmarkt/Am Schloßplatz                               | Der dreigeschossige Putzbau sitzt auf einer Kelleranlage auf, die noch auf den einstigen Adelshof der Ritter von Schaumburg zurückgeht, der bereits in Urkunden des 13. Jahrhunderts Erwähnung findet. Hier wurde lange Jahre unter dem Namen „Hambacher Keller“ eine Gaststätte betrieben. |      |
| Eisenbahnstraße Lage                               | Bahnbetriebswerke St. Wendel, Lokschuppen                                                                                    | Das ab 1935 so bezeichnete Bahnbetriebswerk St. Wendel ging aus einer Werkmeisterei hervor, die bereits mit Inbetriebnahme dieses Teils der Rhein-Nahe-Bahn im Jahr 1860 am Fuße des Tholeyer Berges eingerichtet worden war. In der Verantwortung der Dienststelle lagen Regelung des Einsatzes und Wartung der Loks, zudem war eine Vielzahl von Personenwagen und Triebfahrzeugen hier beheimatet. Der Bau eines Ringschuppens mit 21 Lokomotivständen wertete 1905/1906 den Standort stark auf. Im Jahr 1941 hatte das Betriebswerk 290 Beschäftigte. Kriegsschäden am Lokschuppen wurden bis 1952 beseitigt, zudem kam es zum Einbau einer Rauchgasabzugsanlage. 1961 wurde vor dem Lokschuppen eine 23-Meter-Einheitsgelenkdrehscheibe installiert. Seit 1956 erstmals Standort einer Diesellok, erfolgte bis 1972 der Abzug aller Dampflokomotiven aus dem Werk. Dem Höchststand von 42 hier stationierten Triebfahrzeugen im Jahr 1968 folgte ein stetiger Bedeutungsverlust des Werks, das 1981 als eigene Dienststelle aufgelöst wurde und dessen verbliebene Aufgaben 1988 nach Saarbrücken gingen. Das Werk hatte zu dem Zeitpunkt nur noch 17 Beschäftigte, bis zuletzt waren aber noch Lokomotiven in St. Wendel beheimatet. Der Lokschuppen diente zudem bis 1985 als Zwischendomizil mehrerer Dampfloks eines Sammlers. Das Gelände des ehemaligen Bahnbetriebswerks ist heute in privater Hand, bis 2012 entstanden hier ein Gesundheitszentrum sowie ein Supermarkt mit Parkplatz. Von den alten Anlagen entlang der Eisenbahnstraße noch erhalten sind neben dem denkmalgeschützten Lokschuppen das angeschlossene Werkstattgebäude, der Wasserturm und in Teilen die – inzwischen überbaute – Kohlenbühne. Der Lokschuppen steht heute ohne Drehscheibe und Anschlussgleise da, das Drehscheibenloch ist zugeschüttet. Der Zustand des Gebäudes ist trotz Reparatur des Dachs im Jahr 2012/2013 prekär, eine neue Nutzung bisher nicht gefunden (Stand 2016). |      |
| Grabenstraße 21 Lage                               | Galerie „Im Zwinger“, Wohn- und Geschäftshaus mit Treppenturm                                                                | Im ersten Viertel des 18. Jahrhunderts erbaut. |      |
| Gymnasialstraße 14 Lage                            | Schule | Das Gebäude wurde 1876/77 als Kronprinz-Friedrich-Wilhelm-Progymnasium errichtet und wurde 1908 zum Vollgymnasium. Nach dem Umzug des Gymnasiums wurde das Gebäude Landesstudienanstalt (später Mädchenrealgymnasium), doch 1937 mussten die Schülerinnen das Gebäude verlassen, weil der Festungspionierstab für den Aufbau der Westwallbefestigung hier einzog. 1940 durften die Schülerinnen zurückkehren. 1944 wurde die Schule kriegsbedingt geschlossen, aber schon am 1. Oktober 1945 wiedereröffnet. Seit dem Umzug der Schülerinnen in das neue Cusanus-Gymnasium im Jahr 1966 wurde das Schulgebäude als „Schule für Lernbehinderte“ genutzt, danach war es Sitz des Helene-Demuth-Technikums. Der stattliche Sandsteinbau mit zwei Geschossen wird zur Straßenseite von einem breiten Mittelrisaliten mit gestuftem Giebel beherrscht. Die vier Fensterachsen im ersten und zweiten Geschoss sind mit Verdachungen verziert und besitzen Sohlbankgesimse, die sich im ersten Obergeschoss bis in den restlichen bau ziehen. In die kurzen Gebäudeseiten ist jeweils ein Turm mit steilem Zeltdach gestellt. |      |
| Gymnasialstraße 19 Lage                            | Wohnhaus | Das Gebäude wurde 1909 von dem Kölner Architekten Eduard Endler für den Notar Friedrich Custodis als Wohn- und Kanzleihaus erbaut. Der freistehende, zweigeschossige Bau ist giebelständig und besticht durch die reiche Fassadengestaltung an der Vorderseite, bei der die Materialien Sandstein, Schiefer, Holz und Glas in ausgewogenen Proportionen verarbeitet sind. Farbige Schmuckelemente an den Fenstern und ein zentrales, von einem Baldachin geschütztes Relief der Madonna mit Kind runden das Bild ab. |      |
| Hospitalstraße 35–37 Lage                          | St. Wendeler Hospital, Knabenhaus, Hospitalkapelle vom Knabenhaus                                                            | Das St. Wendeler Hospital geht auf eine Stiftung aus dem Jahr 1455 zurück, mit der ein Haus für die Unterbringung und Pflege notleidender älterer Menschen geschaffen wurde. Die Aufgaben christlicher Fürsorge wurden später auf Waisenkinder ausgedehnt. Seit 1800 säkularisiert, weitete die Stiftung im 19. und 20. Jahrhundert ihre Aktivitäten nochmals aus, insbesondere im Bereich der Kinderziehung und der Betreuung verhaltensauffälliger Jugendlicher. Hierfür entstand eine Vielzahl von Gebäuden an der Hospitalstraße und in deren Umgebung, die diesen Teil der Stadt prägen. Die Stiftung Hospital beschäftigt heute rund 800 Personen in der Region St. Wendel, die weiterhin im Bereich der Kinder-, Jugend- und Altenhilfe tätig sind (Stand 2014). Von den historischen Gebäuden des Hospitals denkmalgeschützt sind die Kapelle von 1865/1866 und das anliegende, ehemals als Kinderheim dienende Knabenhaus, das 1882 entstand. Letzteres ist ein zweigeschossiger Sandsteinbau, der von Lisenen und Sohlbankgesimsen gegliedert wird. Je zwei schmale hohe Fenster mit flachen Segmentbögen sind zu einer Achse zusammengefasst. Ein Konsolgesims schmückt Traufe und Giebel. Das Gebäude wurde bis 2016 als Musikschule genutzt. |      |
| Hospitalstraße 51/53/55 Lage                       | Stadtmauer | An der Rückseite von drei benachbarten Wohnhäusern in der Hospitalstraße finden sich Reste der mittelalterlichen Stadtmauer aus dem 14. Jahrhundert. |      |
| Im Dreieck 10/Kirchgässchen 5–7/Josefstraße 5 Lage | Wohnhaus | Es handelt sich um einen zweigeschossigen Putzbau, der zur Josefstraße hin traufständig ist. Das Gebäude ist heute in zwei Haushälften aufgeteilt, wobei am nördlichen Teil die alten Klappläden erhalten sind. |      |
| Josefstraße 1 Lage                                 | Schmiede | Der Denkmalschutz bezieht sich auf die originale Ausstattung einer ehemaligen Schmiede, zu der unter anderem ein Blasebalg aus dem 19. Jahrhundert gehört. Das Gebäude selbst ist seit langen Jahren abgerissen, an seiner Stelle steht heute eine moderne Wohnanlage. |      |
| Julius-Bettingen-Straße 7 Lage                     | Wohnhaus | Vor 1914 erbaut |      |
| Julius-Bettingen-Straße 9 Lage                     | Wohnhaus | |      |
| Kapellenweg Lage                                   | Kath. Kapelle St. Wendalinus, Wendelsquelle                                                                                  | Die Wendalinuskapelle wurde 1755 nach Entwürfen von Joseph Walter an der Wendelsquelle errichtet. Der kleine Saalbau mit dreiseitigem Schluss und Rokokoaltar besitzt einen kleinen Dachreiter mit Glocke über dem Chor. Pilaster gliedern den Außenbau. Während der übrige Bau verputzt ist, wurde die Portalseite unverputzt gelassen und ist in glattem Sandstein ausgeführt. Das Portal wird von einer geschwungenen Verdachung geschützt. Voluten leiten darüber zu einer zentralen Figurennische mit hl. Wendelin. Der Brunnen steht unter einem Baldachin von 1753. |      |
| Kapellenweg Lage                                   | Wegekreuz mit Kreuzigungsgruppe                                                                                              | Das Wegekreuz wurde in der ersten Hälfte des 18. Jahrhunderts geschaffen. Auf einem Altar mit figürlicher Relieftafel steht eine Kreuzigungsgruppe aus Sandstein mit übergroßem Kruzifix. Das Wegekreuz wird von einem kleinen Dach auf zwei Pfeilern geschützt. |      |
| Kapellenweg 8 Lage                                 | Villa Aurora | Die Villa Aurora wurde vor 1914 im Jugendstil erbaut. |      |
| Kapellenweg 31 Lage                                | Haus Schönbusch, Wohnhaus | 1908/09 erbaut |      |
| Kapellenweg 108 Lage                               | Klausnerhaus | Das Klausnerhaus wurde 1755 nach Plänen von Joseph Walter errichtet. Der schmale, dreigeschossige Bau mit zwei Fensterachsen auf der Langseite und Okulus auf der Giebelseite zur Kapelle wird von einem Krüppelwalmdach abgeschlossen. |      |
| Kelsweilerstraße 3 Lage                            | Wohnhaus mit Gaststätte, Brauerei                                                                                            | Der zweigeschossige Bau mit Haustein-Fassade und Rückgebäuden entstand im 19. Jahrhundert. Es ist umstritten, ob Michael Paqué hier im Jahr 1836 ein von ihm erworbenes, existierendes Gebäude in eine Brauerei umwandelte oder er das am Todtbach gelegene Wohnhaus mit Gaststätte und Brauerei selbst nach 1843 errichten ließ. Jedenfalls wurde es zum Sitz eines florierenden Unternehmens, das im Laufe der Zeit allen anderen Brauereien der Stadt – mindestens zehn gab es um das Jahr 1850 – den Rang ablief. Gärung und Lagerung des Bieres erfolgten in einem Felsenkeller, den Paqué am etwa 250 Meter entfernt gelegenen Gudesberg aushöhlen ließ (siehe Einzeldenkmal Am Echo). Wie bei den meisten Brauereien der Stadt war das Paqué-Bier zunächst hauptsächlich für den Ausschank als Hausbier in der angeschlossenen Gaststätte bestimmt. 1884/1885 ließen Paqués Söhne ein neues Gebäude für die Paqué-Brauerei über dem Felsenkeller am Gudesberg errichten. Das Haus in der Kelsweilerstraße blieb aber noch bis mindestens 1910 Verwaltungssitz des Unternehmens. In der Bevölkerung war es noch lange als „Paqués Wirtschaft“ oder als „Alte Brauerei“ bekannt. Heute wird hier ein Restaurant betrieben (Stand 2016). |      |
| Kelsweilerstraße 5 Lage                            | Cetto-Haus, Wohn- und Geschäftshaus                                                                                          | Das dreistöckige Gebäude wurde 1815 für Dominique Victor Gand erbaut. Nachdem Gand für das Haus in einem Schuldenberg zu versinken drohte, verkaufte er es an den Baron Ernst Ludwig Friedrich Emil von Coburg, der es seiner Landesregierung als Verwaltungsgebäude überließ. Später war dort das Friedensgericht untergebracht. 1835 ersteigerte Carl Cetto (ev. Carl Philipp Cetto) das Gebäude. Ab 1894 wechselte das Gebäude mehrfach den Besitzer. |      |
| Kelsweilerstraße 7 Lage                            | Wohn- und Geschäftshaus | Das Wohn- und Geschäftshaus wurde im 19. Jahrhundert (vermutlich um 1823) errichtet. Ursprünglich hatte das Gebäude auch Stallungen und eine kleine Bierbrauerei angebaut. Um 1900 betrieb der Gastwirt Knoll hier eine Gastwirtschaft mit Kegelbahn. In den 1980er Jahren wurde das Haus umgebaut und im Erdgeschoss ein Ladenlokal eingerichtet. |      |
| Kelsweilerstraße 54 Lage                           | Felsenmühle, Mühle, Wohnhaus, Wirtschaftsgebäude                                                                             | Die Mühle mit Wohnhaus und Wirtschaftsgebäude stammt teilweise noch aus dem 17. Jahrhundert und erhielt ihre heutige Form 1817. Erstmals erwähnt wird die Mühle bereits 1584. Seit 1979 ist die Mühle Gastwirtschaft. Das Wohngebäude mit Mansardwalmdach ist ein giebelständiger, zweigeschossiger Putzbau mit sieben Fensterachsen mit Segmentbögen. |      |
| Luisenstraße 1/3 Lage                              | Wohn- und Geschäftshaus Einzeldenkmal im Ensemble Am Fruchtmarkt/Am Schloßplatz                                              | um 1910 |      |
| Luisenstraße 7 Lage                                | Wohnhaus mit Treppenturm Einzeldenkmal im Ensemble Am Fruchtmarkt/Am Schloßplatz                                             | Es handelte sich um einen dreigeschossigen Putzbau mit schlichter Fassade aus dem 18. Jahrhundert mit seitlich anliegendem, altem Treppenturm. Das nach jahrzehntelangem Leerstand verfallene und als Nistplatz für Vögel bekannte („Taubenhaus“) Gebäude wurde im Jahr 2008 abgerissen. Rahmungen der Tür und eines Fensters auf der Vorderseite sind erhalten und in eine Stützmauer für das benachbarte Haus Luisenstraße 9 integriert. |      |
| Luisenstraße 28 Lage                               | Bauernhaus | Erstes Viertel des 19. Jahrhunderts |      |
| Missionshausstraße Lage                            | Missionshaus, Klosterkirche, Klostergebäude                                                                                  | Als die Steyler Missionare 1998 den Langenfelderhof (heute Wendalinushof) übernahmen, wollten sie rasch ein Missionshaus bauen. Während im Hof junge Brüder zu Handwerkern und Bauern ausgebildet werden sollten, war das Missionshaus zur Ausbildung bis zum Abitur vorgesehen, um Priesterschüler zu gewinnen. 1899/1900 wurde mit dem heutigen Pfortenbau der erste Bauabschnitt fertig gestellt. Bis 1914 entstanden weitere Gebäude und eine Klosterkirche. Der Südflügel entstand zwischen 1910 und 1913 nach Entwürfen von August Krekeler. Im Missionshausbereich wurde 1955/58 der Nordflügel erweitert. Wegen Platzmangel wurde 1962 bis 1964 ein eigener Bau für Buchhandlung und Museum errichtet. In den Jahren 1971 bis 1975 entstand ein neues Internatsgebäude mit Turnhalle und Schwimmbecken. Wegen stark gestiegener Schülerzahlen wurden nach Schließung des Internats dort Schulräume eingerichtet. Aus dem gleichen Grund musste 1987 auch eine zweite Turnhalle gebaut werden. Der V-förmige Gebäudekomplex wird von der Klosterkapelle durchschnitten, die in West-Ost-Richtung verläuft und im neugotischen Stil erbaut wurde. Die Gebäude sind sehr unterschiedlich gestaltet, teilweise mit Türmen, verputzt oder unverputzt in Backsteinbauweise, manche besitzen ein Mezzaningeschoss. |      |
| Mommstraße Lage                                    | Omnibuswartehalle | Die Omnibuswartehalle, im Volksmund auch „Rondell“ oder „TourRondo“ genannt, ist ein Stahlbetonbau aus dem Jahr 1956. Das Gebäude neben dem Bahnhof St. Wendel besteht aus einem hohen Sockelgeschoss und einem Obergeschoss mit Fensterfront, das zum Bahnsteig hin ebenerdig betreten werden kann. Der Pavillon mit halbovalem Grundriss wurde mit schlanken Stützen errichtet, die ein schmetterlingsförmiges, weit auskragendes Dach tragen. Ausfachungen in Form einer umlaufenden, wellenförmigen Betonbrüstung und eine Glasfassade bestimmen das Obergeschoss, den Fenstern im Untergeschoss sind schmale Betonstreben vorgelagert. Ursprünglich war im Untergeschoss die Gepäckaufgabe untergebracht, im Obergeschoss ein Wartesaal mit Ausschank. Ab Mitte der 1970er Jahre war im Obergeschoss eine Gaststätte untergebracht, im Untergeschoss eine öffentliche Toilette. |      |
| Mommstraße 9 Lage                                  | Wohn- und Geschäftshaus | Der zweigeschossige Bau mit aufwendiger Fassade und rückwärtigem Treppenhaus wurde 1885/1886 erbaut. |      |
| Mommstraße 23 Lage                                 | Landratsamt | Das um 1900 von Hans Weszkalnys erbaute Gebäude war ursprünglich Sitz der Kreissparkasse. In den 1980er Jahren erwarb der Landkreis das Gebäude und verband Landratsamt und Kreissparkasse über einen gläsernen Pavillon miteinander. |      |
| Mommstraße 25 Lage                                 | Kreisständehaus | Das Kreisständehaus, ab 1930 Landratsamt, wurde 1899/1900 von Hans Weszkalnys erbaut. Das Backsteingebäude wurde im neugotischen Stil errichtet. Lisenen, Friese, gotisierte Elemente und Fensterlaibungen sind in hellem Sandstein ausgeführt. Hinter dem Gebäude wurde 1958/59 ein viergeschossiger Neubau errichtet, 1963/64 erfolgte ein weiterer Anbau mit zwei Sitzungssälen und einem Foyer. 1980/81 wurde ein weiterer dreigeschossiger Erweiterungsbau errichtet. Die Fenster des Erdgeschosses sind in Segmentbögen ausgeführt, die hohen schmalen Fenster des Obergeschosses in Spitzbögen. Diese sind zu zwei oder mehr Fenstern zusammengefasst, die von einem Spitzbogen gekuppelt werden. Ein leicht asymmetrischer Mittelrisalit nimmt das Portal auf und wird von einem Dreiecksgiebel mit Wappen im Giebelfeld abgeschlossen. Das Eingangsportal mit Rundbogen und Gewände wird von zwei Pilastern flankiert, die mächtige Konsolen tragen, auf denen ein steinerner Balkon ruht. An der nördlichen Gebäudeecke steht ein weit vorspringender breiter Risalit mit gefassten Ecken und reich geschmücktem Dreiecksgiebel. In der vorletzten Fensterachse im Süden sitzt eine polygonale Auslucht mit Eingangsportal und Spitzhelm. |      |
| Nikolaus-Obertreis-Straße Lage                     | Ehem. Cäcilienschule | Der zweigeschossige, längsrechteckige Bau wurde 1909 erbaut. Die beiden Geschosse erheben sich über einem hohen Sockelgeschoss. Sockelgeschoss und erstes Geschoss sind in Sandstein-Bossenwerk ausgeführt. Das Obergeschoss ist verputzt und mit Eckquaderungen und Quaderlisenen sowie Bogenfriesen verziert. Der Eingang liegt in einem Risalit mit Portikus, der einen Rundbogen bildet und von einem Dreiecksgiebel abgeschlossen wird. Auf dem Giebel sitzt ein Erker des obersten Geschosses auf. Der Risalit schließt mit einem Schweifgiebel ab. Die Schaufassade ziert außerdem ein Eckrisalit mit Schweifgiebel und wenig auskragendem Erker in hellem Sandstein im obersten Geschoss. Die Fenster in den Geschossen sind mit breiten Segmentbögen ausgeführt. |      |
| Ostertalstraße                                     | Wendalinushof & Langenfelder Hof, Gutshof                                                                                    | 1803 von Friedrich Georg Wahl. Der mächtige Vierseithof entstand Anfang des 19. Jahrhunderts und wurde lange von den Steyler Missionaren bewirtschaftet. Heute bietet der Hof als Erlebniszentrum Gastronomie, Gärtnerei, Hofladen und Landwirtschaft mit eigener Tiermast. Werkstatt und Gärtnerei werden von Menschen mit geistiger und Lernbehinderung betrieben, das Personal besteht vor allem aus Menschen mit Mobilitätseinschränkungen. |      |
| Ostertalstraße                                     | Hofanlage, Wachhaus, Torpfeiler Einzeldenkmal im Ensemble Wendalinushof                                                      | 1803 von Friedrich Georg Wahl |      |
| Ostertalstraße 1 Lage                              | Ehem. Casino mit Hofgelände und Kegelbahn                                                                                    | Erbaut im 19. Jahrhundert. |      |
| Ostertalstraße 50a                                 | Wohnhaus mit Kapelle Einzeldenkmal im Ensemble Wendalinushof                                                                 | um 1900, Erweiterung 1929 |      |
| Parkstraße Lage                                    | Brunnen | Die Stele des ehemaligen Brunnens im Stadtpark wurde 1957/1958 von dem Hofelder Bildhauer Wilhelm Knapp gestaltet. Sie trägt beidseitig Mosaiken, die in farbenfroher Manier fantasiereich Szenen aus Märchen (daher auch „Märchenbrunnen“) und Sagen mit Darstellungen von spielenden Kindern und von Tieren aus unterschiedlichen Weltgegenden sowie mit lokalen Motiven (mittelalterliches St. Wendel mit Stadtmauer, Wendalinus mit Schafen an der ihm gewidmeten Kapelle) kombinieren. Die Stele stand ursprünglich in der Mitte eines achteckigen Brunnenbeckens; das Wasser sprudelte in niedriger Höhe aus zwei Röhren an den Schmalseiten der Stele. Die bodennahen Teile der Mosaiken bilden entsprechend Wassertiere ab. Nachdem der Brunnen bereits mehrere Jahre zuvor stillgelegt worden war, wurde Ende der 1990er-Jahre das marode gewordene Brunnenbecken abgetragen und durch eine lediglich blau angestrichene, rechteckige Betonfläche ersetzt. Die Gestaltung der Brunnenstele wird häufig irrtümlich der St. Wendeler Künstlerin Mia Münster zugeschrieben. Stele und blaue Grundfläche wirken vernachlässigt; Teile der Mosaiken sind mit Graffiti verunziert (Stand 2016). |      |
| Reitsteg Lage                                      | Hospitalkirche und Angestelltenwohnheim                                                                                      | Der moderne Bau wurde 1966–1968 nach Entwürfen von Hanns Schönecker realisiert. Kirche, Angestelltenwohnheim und Schwesternklausur des Hospitals St. Wendel (siehe Einzeldenkmal Hospitalstraße 35–37) finden sich integriert in einen Gebäudekomplex mit – teils bewachsenen – Flachdächern, der terrassenartig an einem zum Todtbach abfallenden Hang sitzt. Ein Treppenhaus stellt im Innern die Verbindung zwischen den verschiedenen Gebäudeebenen her. Die Fassaden des kubusförmigen, turmlosen Kirchenteils sind mit Fertigbauelementen aus Stahlbeton verkleidet, in die gebrochenes Natursteinmaterial mosaikartig eingelassen ist. Inspiriert vom Muralismo, thematisieren die von Max Mertz gestalteten Ornamente die vier Elemente. Neben dem schweren Kupferportal von Horst Linn an der linken Vorderseite erhebt sich ein Pfosten, auf dem ein großes Metallkreuz aufsitzt. Im schlicht gehaltenen, rechteckigen Kirchenraum mit Kassettendecke aus Holz gruppieren sich die Sitzbänke für maximal 330 Gläubige halbkreisförmig um den nur leicht erhöhten Altarbereich. Die Kunstgegenstände des Kircheninneren, einschließlich des Chorkreuzes mit geschmiedetem Lebensbaum und bronzenem Tabernakel, stammen aus der Werkstatt des Schweizer Künstlers Willi Buck. |      |
| Schloßstraße 2 Lage                                | Wohn- und Geschäftshaus Einzeldenkmal im Ensemble Am Fruchtmarkt/Am Schloßplatz                                              | um 1910 |      |
| Schloßstraße 5 Lage                                | Gaststätte, Treppenturm Einzeldenkmal im Ensemble Am Fruchtmarkt/Am Schloßplatz                                              | Der zweigeschossige Putzbau mit Mansarddach entstand im 18. Jahrhundert. Der rückwärtige Treppenturm könnte noch von einem Vorgängerbau herrühren, dem Schultheißenhaus der Familie d’Hame. An der Straßenfassade besitzt das Haus sechs Fensterachsen mit Ohrfaschen. Die fein gearbeitete Haustür stammt aus dem 18. Jahrhundert. Das Landesdenkmalamt spricht von „der schönsten alten Haustür in der Stadt“. |      |
| Schloßstraße 7 Lage                                | Kurtrierisches Amtshaus, Rathaus Einzeldenkmal im Ensemble Am Fruchtmarkt/Am Schloßplatz                                     | Das Gebäude wurde 1740 durch den Amtmann des Amtes St. Wendel Franz Ernst d’Hame als kurtrierisches Amtshaus errichtet. Im 19. Jahrhundert kam es wiederholt zu Umbauten. Der freistehende, dreigeschossige Putzbau besitzt eine robuste Eckquaderung. Die Rundbogenfenster sind durch Gurtgesimse getrennt. Im zweiten Obergeschoss sind die Fenster als kleinere Zwillingsfenster ausgeführt. Die mittlere Fensterachse der Schaufassade zum Schloßplatz nimmt das Eingangsportal auf und ist von Lisenen gerahmt. Ein Dreiecksgiebel sitzt über der Fensterachse im Satteldach. Neben der Nordwand ist eine barocke Toreinfahrt aus der Mitte des 18. Jahrhunderts erhalten. Das Gebäude war in der Zeit des Fürstentums Lichtenberg von 1826 bis 1831 Sommerresidenz der Herzogin Luise von Coburg. Von dieser Zeit zeugt bis heute ein coburgisches Wappen. Eine lebensgroße Bronzestatue Luises, gestaltet von Kurt Tassotti, steht seit 2010 auf der Freitreppe. Zudem richtete die Stadt St. Wendel das ehemalige Wohnzimmer der Herzogin zu ihrem Gedenken 2016 als „Luise-Zimmer“ ein. |      |
| Schloßstraße 8 Lage                                | Wohn- und Geschäftshaus Einzeldenkmal im Ensemble Am Fruchtmarkt/Am Schloßplatz                                              | Das Gebäude wurde nach einer Inschrift in der Tür 1901 erbaut. Das Erdgeschoss mit Läden ist in Sandstein ausgeführt, die beiden Obergeschosse mit roten Backsteinen. Im ersten Obergeschoss sitzt über dem im Zentrum liegenden Eingangsportal ein rechteckiger Erker, der zum zweiten Obergeschoss einen Balkon mit schmiedeeisernem Gitter bildet. Die Fenster im ersten Obergeschoss werden mit Dreiecksgiebeln abgeschlossen, rechts vom Erker sitzt ein Zwillingsfenster mit gekuppeltem Segmentbogen. Die Fenster im zweiten Obergeschoss werden von geraden Verdachungen mit Zinnenfries abgeschlossen. |      |
| Schloßstraße 12 Lage                               | Alte Apotheke Einzeldenkmal im Ensemble Am Fruchtmarkt/Am Schloßplatz                                                        | Das dreigeschossige Gebäude wurde in der zweiten Hälfte des 19. Jahrhunderts von Matthias Mußweiler als Apotheke erbaut. Das aufwendig verzierte Gebäude besitzt im Erdgeschoss Rundbögen mit Muschelornamenten. Die hölzerne Eingangstür besitzt ein halbrundes Lünettenfenster. Pilaster und Gurtgesimse gliedern das Gebäude. Die Fenster werden von weit auskragenden Verdachungen abgeschlossen. |      |
| Schorlemerstraße 28 Lage                           | Gymnasium Wendalinum, Schule                                                                                                 | Das Gebäude wurde 1926/27 von Hans Zingeler im neubarocken Stil erbaut, zeigt allerdings deutliche Einflüsse des Expressionismus und des Neuen Bauens. Der Eingang zum Gebäude befindet sich auf einer Stirnseite. Das Gebäude setzt sich aus drei Gebäudeteilen zusammen: Der lang gestreckte, traufständige Mittelteil wird von zwei giebelständigen Eckgebäuden gerahmt, die beiderseits weit über den Mittelteil herausragen. Während der Mittelteil ein Satteldach trägt, besitzen die Seitengebäude Walmdächer mit Zwerchhäusern mit Schweifgiebel. Im Zentrum des mittleren Gebäudes ist das Dach zu einem Turm mit Plattform aufgestülpt. Spitze Ausluchten lockern die Fassade des Mittelteils auf. An die Seitenanbauten schließen sich Nebengebäude mit Aula und Turnhalle an, so dass der Schulhof von drei Seiten umschlossen wird. |      |
| St.-Annen-Straße 43 Lage                           | Kath. Pfarrhaus St. Annen | 1929/30 von Hans Herkommer erbaut. |      |
| St.-Annen-Straße 43 Lage                           | Kath. Pfarrkirche St. Anna                                                                                                   | 1948–1954 von Josef Wilhelm Stockhausen erbaut. |      |
| Wendalinusstraße Lage                              | Ev. Pfarrkirche, Turm | Die ersten Pläne für den 1844/1845 im klassizistischen Stil errichteten Kirchenbau stammten von Kreisbaumeister Leonard und wurden später von Soller & Stüler in Berlin überarbeitet. Der Saalbau mit Satteldach besitzt fünf Fensterachsen mit Rundbogenfenstern, die sehr hoch sitzen und von einem umlaufenden Sohlbankgesims verbunden werden. Die halbrunde Apsis wird von einer Halbkuppel überragt. Der 1863 von Kommunalbaumeister Matthias Mußweiler hinzugefügte Turm hatte die wichtige städtebauliche Funktion, als Blickfang der ab 1859 als Geschäftsstraße und Verbindung zur Altstadt angelegten Bahnhofstraße zu dienen. Zwischen dem sich nach oben leicht verjüngenden Turm und dem Kirchenschiff steht ein Verbindungsbau mit hohem Rundbogenportal. |      |
| Wendalinusstraße 2 Lage                            | Schule Einzeldenkmal im Ensemble Am Fruchtmarkt/Am Schloßplatz                                                               | Die Schule wurde 1868/69 als evangelische Volksschule erbaut. 1878 wurde das Gebäude östlich erweitert und in dem Anbau die katholische Volksschule untergebracht. Von 1909 bis 1921 stand das Gebäude leer, dann war hier bis 1924 ein staatliches Lehrerseminar untergebracht. Von 1931 bis 1958 wurde das Gebäude als Berufsschule genutzt, dann ein Jahr als Sitz des Bodenwirtschaftsamtes. 1990 wurde es zum Mehrfamilienhaus umgebaut. Heute ist es Sitz des Helene-Demuth-Technikums. Das Gebäude besitzt zum Schulhof hin zwei Eckrisalite mit je zwei Fensterachsen und Dreiecksgiebel mit zwei kleinen zusammengefassten Fenstern. Der dreigeschossige Putzbau wird von einem Gurtgesims und einem Sohlbankgesims im ersten Obergeschoss gegliedert. Der zurückgesetzte Mittelteil besitzt fünf Fensterachsen. In den beiden äußeren sitzen im Erdgeschoss Eingangstüren. |      |
| Wendalinusstraße 30 Lage                           | Wohnhaus | 1906 erbaut |      |
| Wendalinusstraße 34 Lage                           | Werkstattgebäude | Um 1910 erbaut. |      |
| Werschweilerstraße Lage                            | Friedhof, Torbau | Der Torbau wurde um 1800 errichtet und bildet einen Durchlass durch die Friedhofsmauer. Links und rechts des Eingangs stehen zwei kleine solide Türme mit Blendbögen im unteren Teil und hohen Nischen im oberen Geschoss. Ein hohes Gesims trennt die beiden Geschosse und schließt die beiden Türme auch ab. Ein schmiedeeisernes Tor bildet die Verbindung zwischen beiden Türmen. Darüber hängt ein schmiedeeisernes Band mit Schrift: „Wir sehen uns wieder.“ |      |

## Urweiler
| Lage           | Bezeichnung        | Beschreibung | Bild |
| -------------- | ------------------ | --- | ---- |
| Elsenbach Lage | Jüdischer Friedhof | Der jüdische Friedhof in St. Wendel wurde 1871 angelegt. Schon 1905 wurde der Friedhof durch Vandalismus beschädigt. Bis 1940 wurden etwa 50 Beisetzungen vorgenommen, die ältesten erhaltenen Grabsteine stammen von 1878. Ein Gedenkstein erinnert heute an die jüdischen Bürger von St. Wendel, die Opfer der national-sozialistischen Verfolgung wurden. |      |

## Werschweiler
| Lage                      | Bezeichnung                              | Beschreibung | Bild |
| ------------------------- | ---------------------------------------- | --- | ---- |
| Frohnhoferstraße          | Brunnen                                  | 19. Jahrhundert |      |
| Frohnhoferstraße 14a Lage | Ev. Pfarrkirche, 1838–42 (Einzeldenkmal) | Die Saalkirche wurde von 1838 bis 1842 im Stil des Klassizismus errichtet. Der Westturm mit Eingangsportal und Spitzhelm ist leicht in das Langhaus gezogen. Das Langhauses besitzt fünf Achsen, von denen die drei mittleren mit Rundbogenfenstern und einem Sohlbankgesims bestimmt werden. Ein Gesims umläuft die Rundbögen der Fenster. In den beiden äußeren Achsen sitzen zwei kleine Rundbogenfenster. Das Traufgesims setzt sich bis in die Giebelseiten fort und umläuft auch den Turm. Der Altar des Rechtecksaalbaus steht auf einem Podest. das über die ganze Breite des Saales verläuft. |      |
| Zum Erwesrech 2 Lage      | Scholze-Haus                             | Wohnteil aus dem 18. Jh., Wirtschaftsteil von 1842 (Inschrift) |      |

## Winterbach
| Lage                    | Bezeichnung                       | Beschreibung | Bild |
| ----------------------- | --------------------------------- | --- | ---- |
| Poststraße Lage         | Kath. Pfarrkirche Heilige Familie | Die Kirche wurde 1905/06 nach Plänen von Ernst Brand erbaut. Die neugotische Basilika besitzt einen Westturm mit Spitzhelm und ein dreischiffiges Langhaus, an das sich ein Querhaus mit Nebenchören anschließt. Darauf folgt ein fünfseitiger polygonaler Chor. Das Netzgewölbe in der Vierung ist mit einer Darstellung von Maria als Himmelskönigin und den Engeln ausgemalt. |      |
| Wallesweiler Hof 3 Lage | St. Annenkapelle                  | Der Wallesweilerhof gehörte zur Abtei Tholey, bis diese am 7. Juli 1794 im Rahmen der Französischen Revolution säkularisiert wurde. Bereits im 14. Jahrhundert gab es eine Annakapelle auf dem Hof. Die heutige Kapelle wurde nach dem Abriss der alten aus dem 19. Jahrhundert 1960/61 erbaut. Der kleine Rechtecksaal besitzt auf den Längsseiten zwei Fensterachsen mit Rundbögen. Der Eingang mit Rundbogen und Schutzdach liegt auf einer Giebelseite mit Okulus im Giebel. Ein offener Dachreiter trägt die Glocke aus dem 15. Jahrhundert. Zur Ausstattung gehören Figuren der hl. St. Anna, des hl. Sebastianus und ein Steinrelief der Mutter Gottes als Trösterin. |      |